# Palmira
Palmira (in palmireno , Tadmor, "palma"; greco Παλμύρα, Palmyra, come in latino; in aramaico, Tadmor, in arabo تدمر‎?, Tadmur), chiamata anche la Sposa del Deserto, fu in tempi antichi una delle più importanti città della Siria, e per un certo periodo capitale dell'importante Regno di Palmira, un impero di breve durata governato dalla regina Zenobia in contrasto con l'impero romano nel III secolo d.C. La piccola cittadina moderna nei pressi delle rovine porta lo stesso nome e si trova nel Governatorato di Homs.
Il sito archeologico ha subito gravissimi danni durante la guerra civile siriana, a opera di sistematiche distruzioni del gruppo terrorista dello Stato Islamico nel 2013, ma è stata riconquistata dalla Siria nel 2016.

## Geografia
La città si trova in una oasi a 240 km a nord-est di Damasco e 200 km a sud-ovest della città di Deir ez-Zor, che si trova sul fiume Eufrate. È particolarmente nota per essere stata la capitale del Regno indipendente di Palmira, sotto il governo della regina Zenobia.
È stato per lungo tempo un vitale centro carovaniero, tanto da essere soprannominata la Sposa del deserto, per i viaggiatori e i mercanti che attraversavano il deserto siriaco per collegare l'Occidente (Roma e le principali città dell'impero) con l'Oriente (la Mesopotamia, la Persia, fino all'India e alla Cina), che tra il I e il III secolo d.C. ebbe un notevole sviluppo.
Il nome greco della città, Palmyra (Παλμύρα), è la fedele traduzione dall'originale aramaico, Tadmor, che significa 'palma', per la presenza di palme tipiche del deserto nell'oasi attorno a cui sorge. Secondo le Antichità giudaiche di Giuseppe Flavio (AI, VIII), il nome le fu attribuito dal re Salomone e fu condiviso anche dai Greci. Tadmor (anche Tadmur; in arabo تدمر) è l'attuale nome della cittadina sorta in prossimità delle rovine, che dipende molto dal turismo. Anche se la fonte sulfurea che alimentava l'oasi originale di Palmira sembra esaurita, oggi Tadmor, con un sistema di irrigazione del terreno, riesce a mantenere viva una fiorente oasi artificiale che permette ai 45 000 abitanti di vivere non solo di turismo ma anche di agricoltura.

## Storia

### Origini

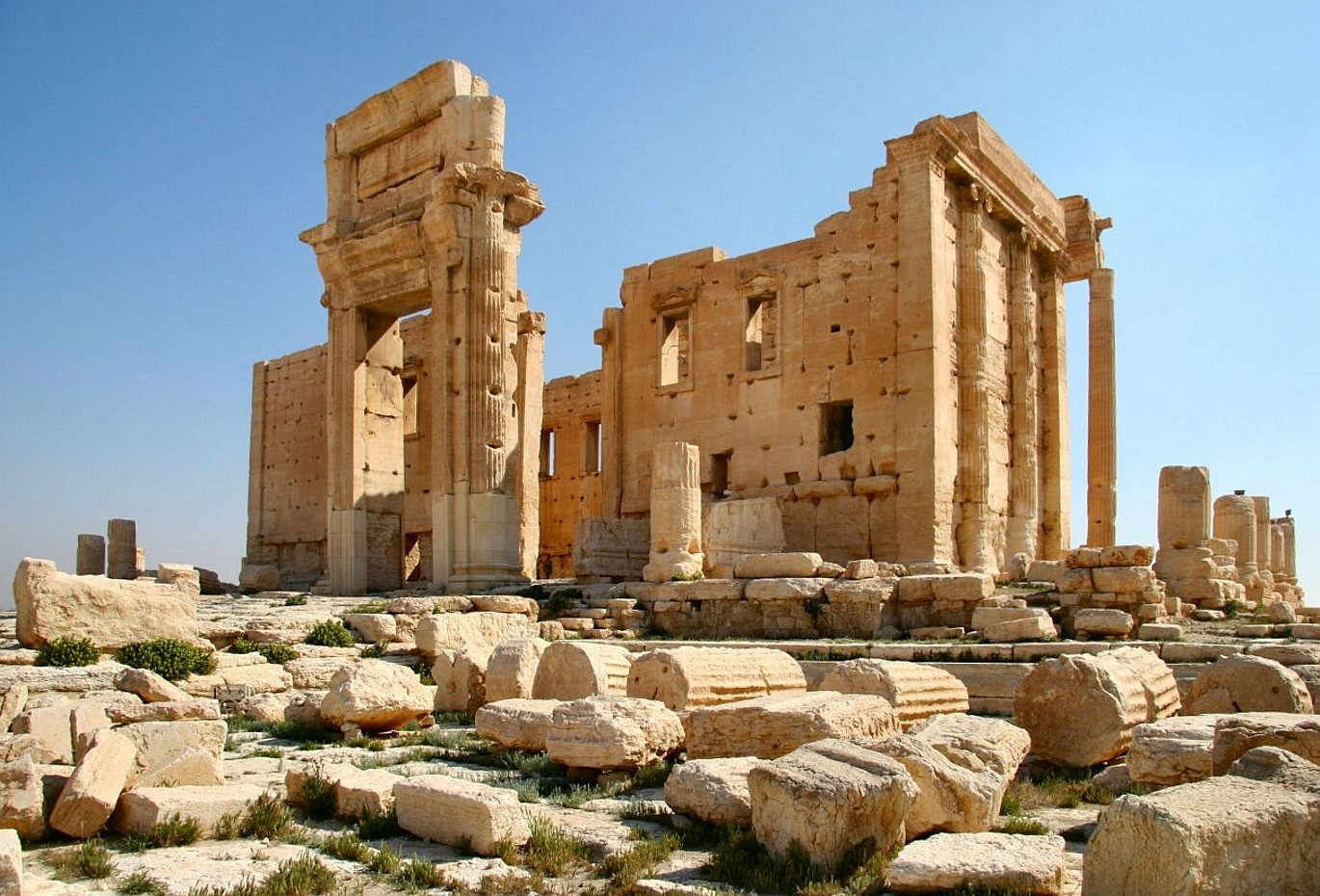
Il tempio di Baal.

La città, nota con il nome di Tadmor nel II millennio a.C., è menzionata per la prima volta in documenti provenienti dagli archivi assiri di Kanech, in Cappadocia, nel XIX secolo a.C., e poi è citata più volte negli archivi di Mari, nel XVIII secolo a.C. Viene poi citata ancora negli archivi assiri, nell'XI secolo a.C., come Tadmor del deserto. A quel tempo era solo una città commerciale nella estesa rete che univa la Mesopotamia e la Siria settentrionale. Tadmor è citata anche nella Bibbia (Secondo libro delle Cronache 8.4) come una città del deserto fortificata da Salomone. La città di Tamar è menzionata nel Primo libro dei Re (9.18), anch'essa fondata e fortificata da Salomone.
Dopo queste citazioni su Palmira cala il silenzio per circa un millennio, e solo nel I secolo a.C. la città viene citata con il nuovo nome, che le è stato dato durante il regno dei Seleucidi (IV - I secolo a.C.).

### Periodo greco-romano

#### Seleucidi
Quando i Seleucidi presero il controllo della Siria nel 323 a.C. la città fu abbandonata a sé stessa e divenne indipendente. Palmira fiorì come città carovaniera durante il I secolo a.C., come ci testimonia lo storico giudeo Flavio Giuseppe, nel secolo successivo, sviluppando un proprio dialetto semitico e un proprio alfabeto. Anche se la Siria era divenuta provincia romana nel 64 a.C., pare che Palmira abbia mantenuto una certa autonomia e la città era tanto ricca che, nel 41 a.C., Marco Antonio cercò di occuparla per saccheggiarla ma fallì nel tentativo.

#### Romani

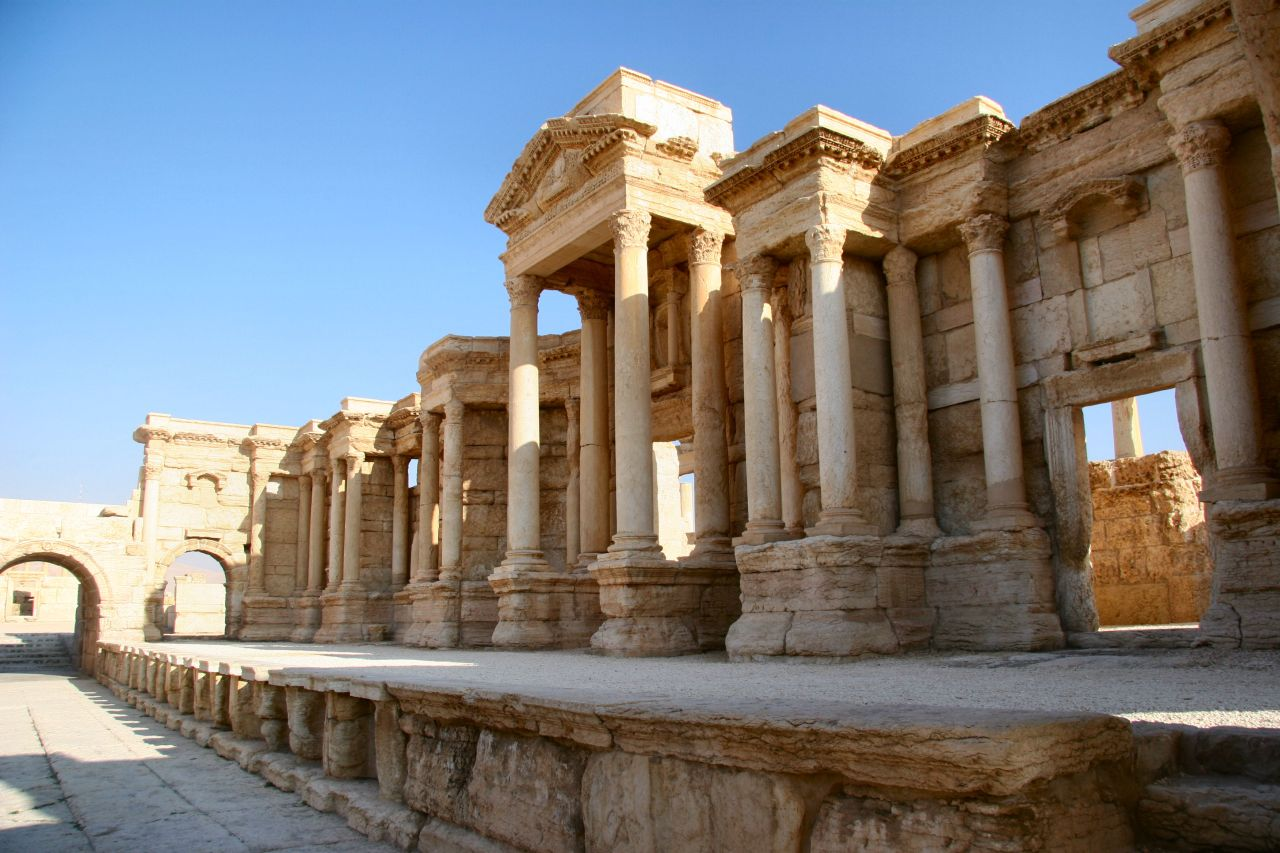
Il teatro romano.

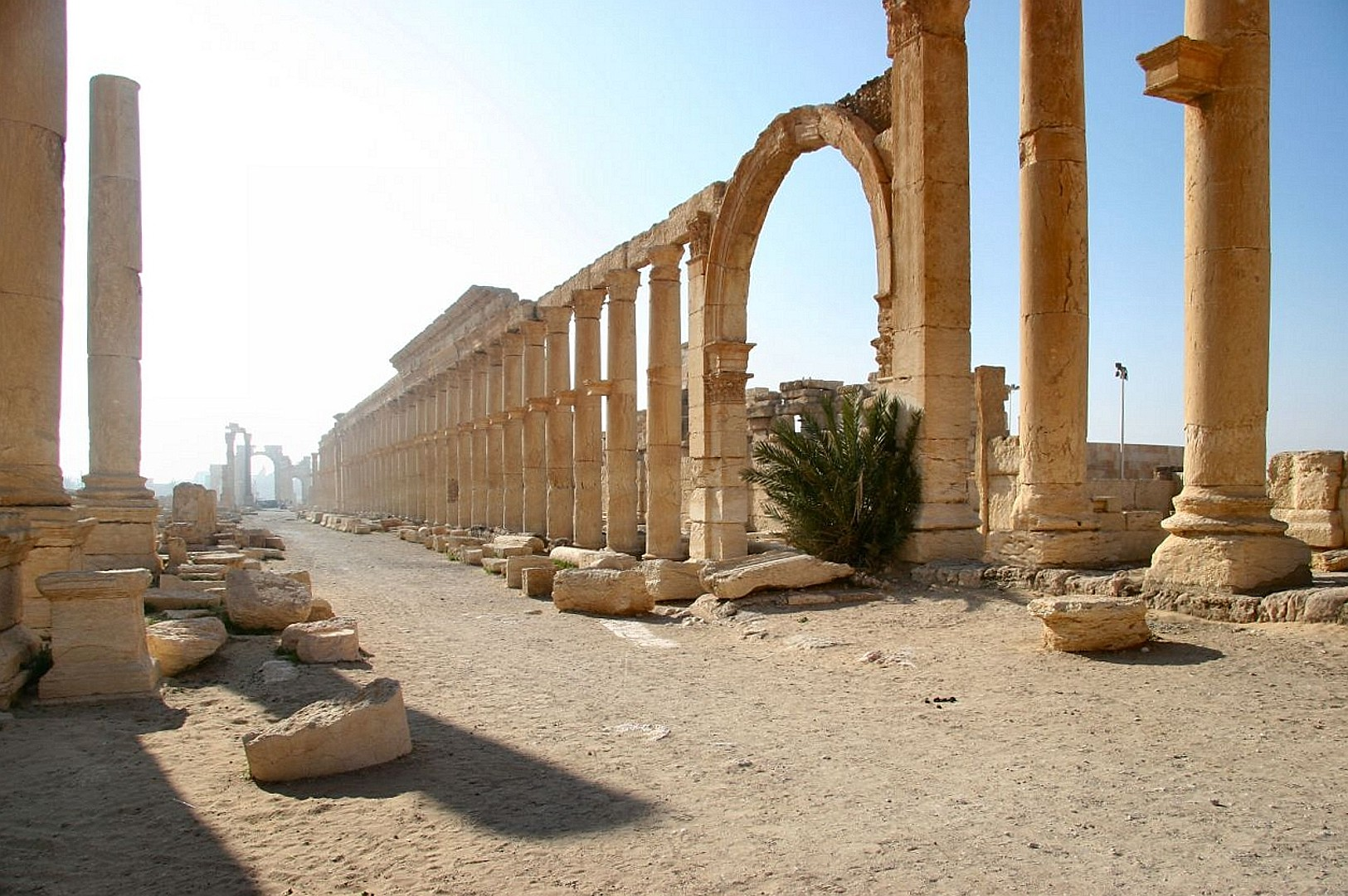
Il decumano massimo della città.

In seguito Palmira fu annessa ufficialmente alla provincia romana di Siria, verso il 19 d.C., durante il regno di Tiberio (14-37), e con Nerone (54-68) fu integrata nella provincia. In quegli anni lo scrittore Plinio il Vecchio, nel suo Naturalis Historia, descrive Palmira mettendone in rilievo la ricchezza del suolo e la sua importanza per il ruolo che ricopriva come principale via di commercio tra Persia, India, Cina e l'impero romano. Sotto Tiberio era già così ricca che costruì il santuario di Baal, con il tempio dedicato a Baal, a Yarhibol (il Sole) e Aglibol (la Luna) e con la cooperazione degli sceicchi nomadi l'autorità di Palmira fu riconosciuta dalle oasi del deserto, tanto da renderla un vero e proprio stato. Nel 24 avevano fondato una colonia sull'Eufrate e avevano un fondaco a Vologasia, città del regno dei Parti, da dove raggiungevano le coste del golfo persico, dove arrivavano le navi provenienti dall'India.

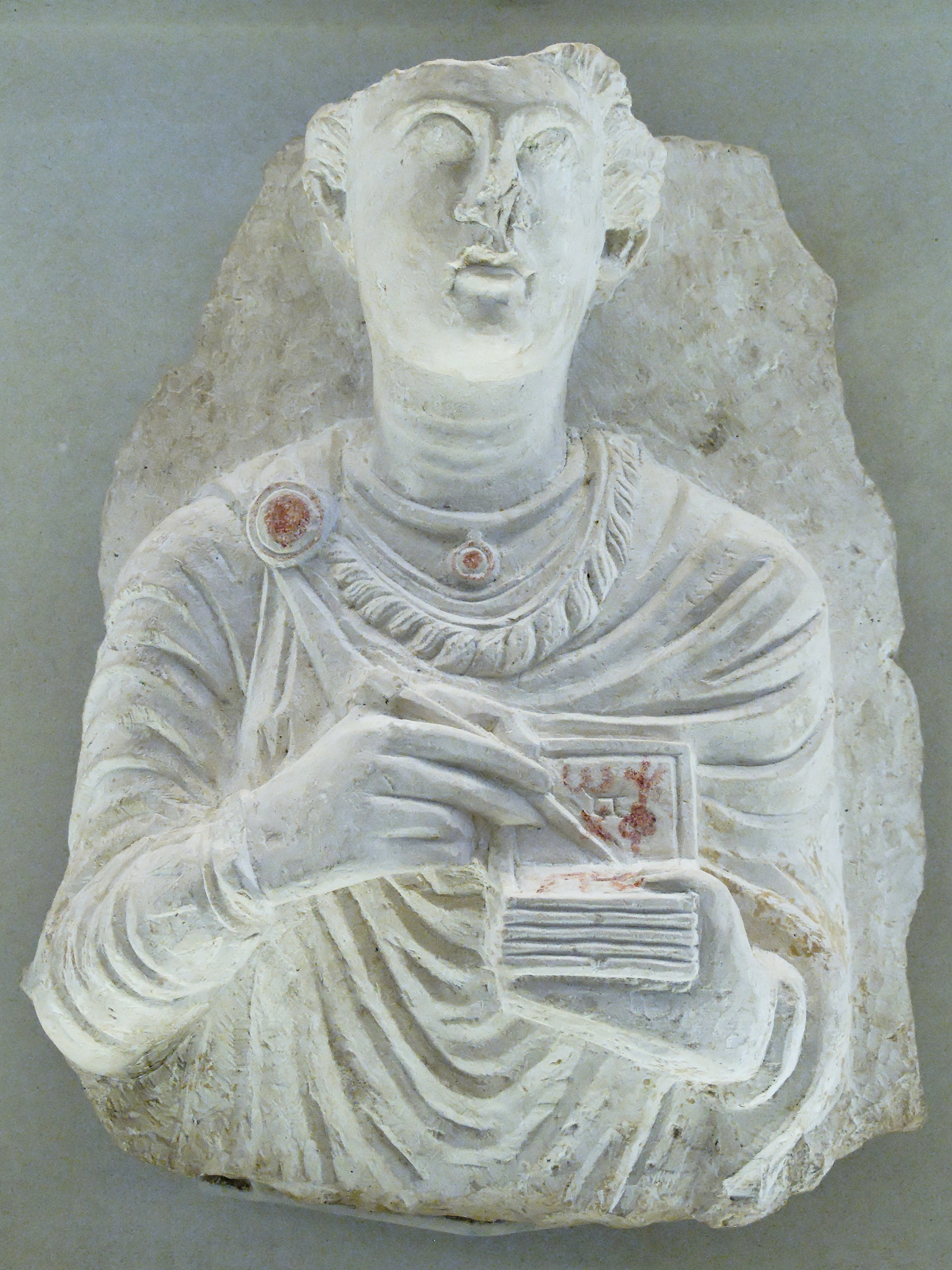
Rilievo di giovane con stilo e tavoletta cerata

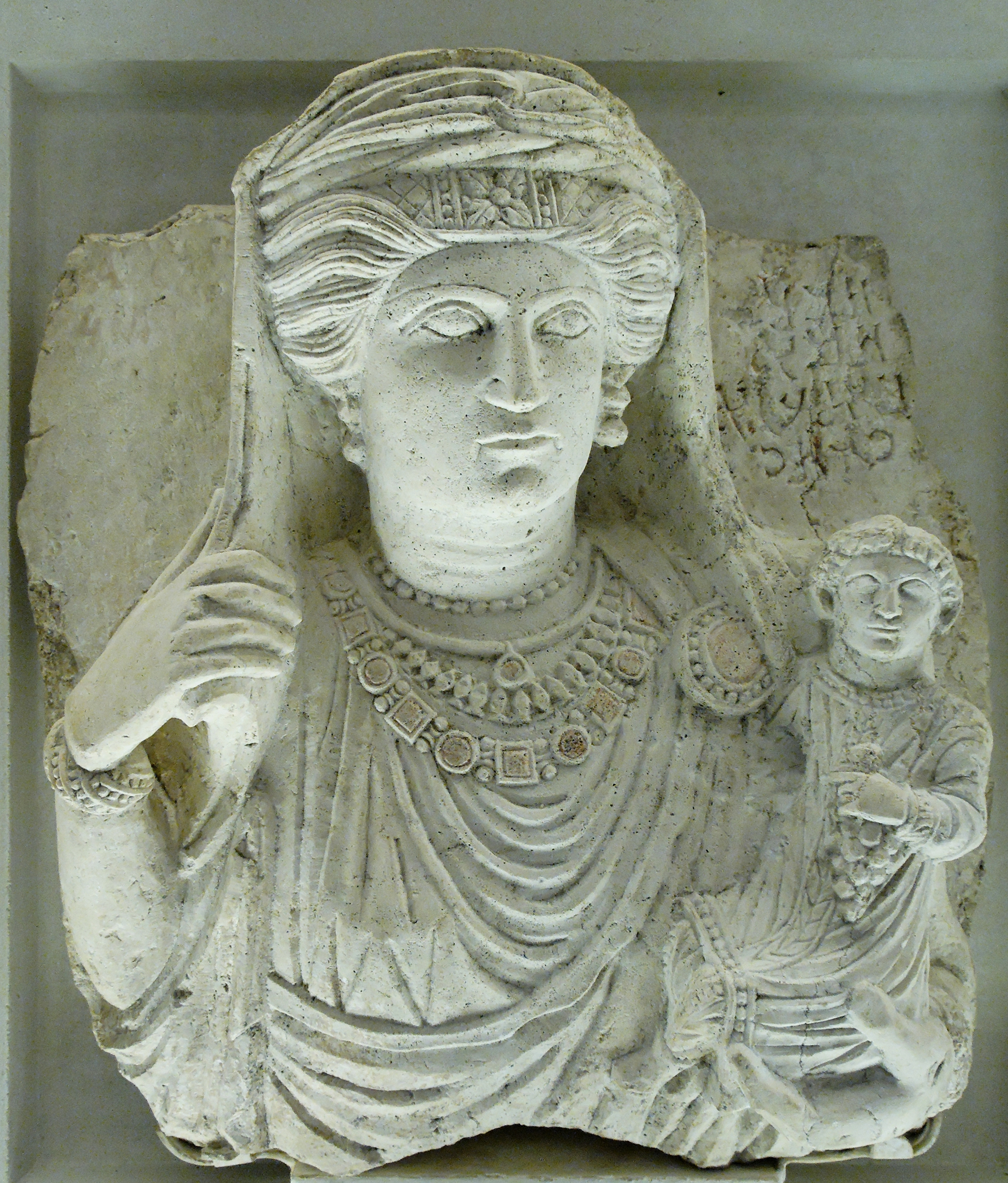
Busto funerario femminile di Palmira dalla collezione conservata al museo del Louvre. Dallo stile di tali ritratti è evidente l'influenza romana e l'abbigliamento elaborato dei soggetti testimonia la ricchezza della città.

Sotto Traiano la città fu compresa nella nuova provincia di Arabia, risultante dall'annessione dello stato satellite della Nabatea. Nel 129 Adriano visitò Palmira e la proclamò città libera, dandole il nome di Palmira Hadriana. Tra la fine del II e l'inizio del III secolo, Settimio Severo oppure il suo successore, il figlio Caracalla, concessero a Palmira lo statuto di città libera.
Palmira, benché fosse in una posizione strategica sia per l'impero romano che per quello partico, non era mai stata coinvolta nelle guerre tra le due potenze, ma dopo che nel 224 il fondatore della dinastia sasanide Ardashir I ascese al potere, a partire dal 230 il commercio palmireno diminuì a causa dell'occupazione sasanide della Cappadocia (Nisibis cadde nel 237) e della Mesopotamia; la città di Carre nel territorio tra il Tigri e l'Eufrate cadde nel 238. Negli anni seguenti le incursioni dei Sasanidi continuarono con continuità anche sotto il regno del successore di Ardashir, Shapur I, che arrivò a minacciare Antiochia. In questo contesto si inserì la figura di Odenato.
Odenato, discendente della famiglia gentilizia palmirena dei Settimi, che ricevette la cittadinanza romana, quando nel 193 parteggiò per Settimio Severo contro Pescennio Nigro venne nominato governatore della provincia di Siria da Valeriano. Nel 260, dopo che Valeriano fu sconfitto a Edessa e venne catturato, Odenato intervenne in aiuto dei Romani e inseguì sino a Ctesifonte l'esercito sasanide che, sconfitto dal generale Callisto, si stava ritirando. Durante tale azione Odenato riuscì a procurare notevoli perdite al nemico e l'impresa fu apprezzata dall'imperatore Gallieno, figlio di Valeriano, e dopo che Odenato, durante la ribellione dei Macriani nel 261, sconfisse e uccise il generale Callisto, gli conferì il titolo di Dux Romanorum e "Corrector totius Orientis". I titoli indicavano una generica preminenza, ma non il governo effettivo, che spettava ai governatori romani. In seguito Odenato però si proclamò anche re dei re indicando che stava creando uno Stato autonomo. Fu per merito di Odenato che negli anni successivi i Persiani non effettuarono altre incursioni.

#### Regno indipendente di Zenobia di Palmira

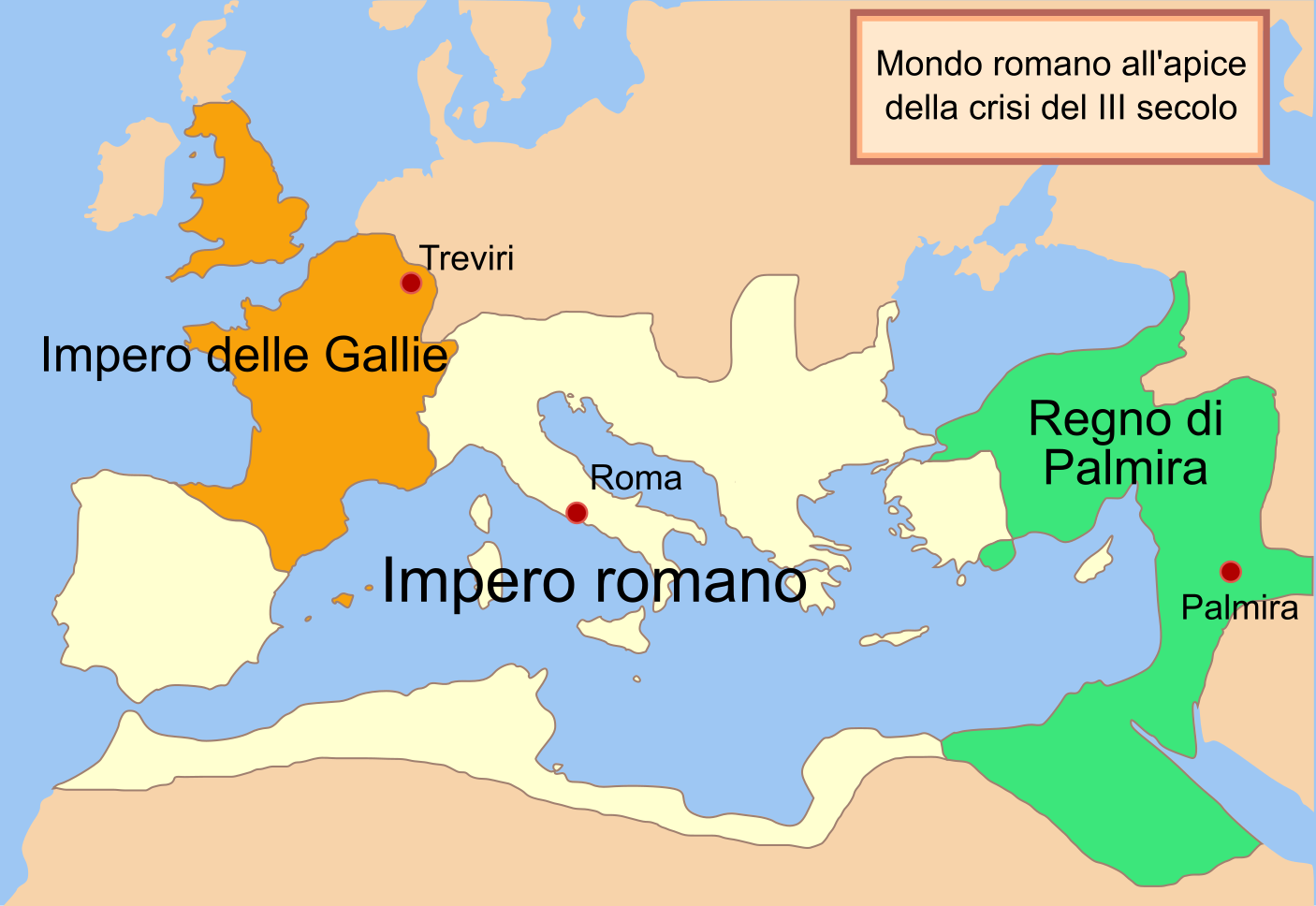
Il regno di Palmira alla sua massima estensione, in verde

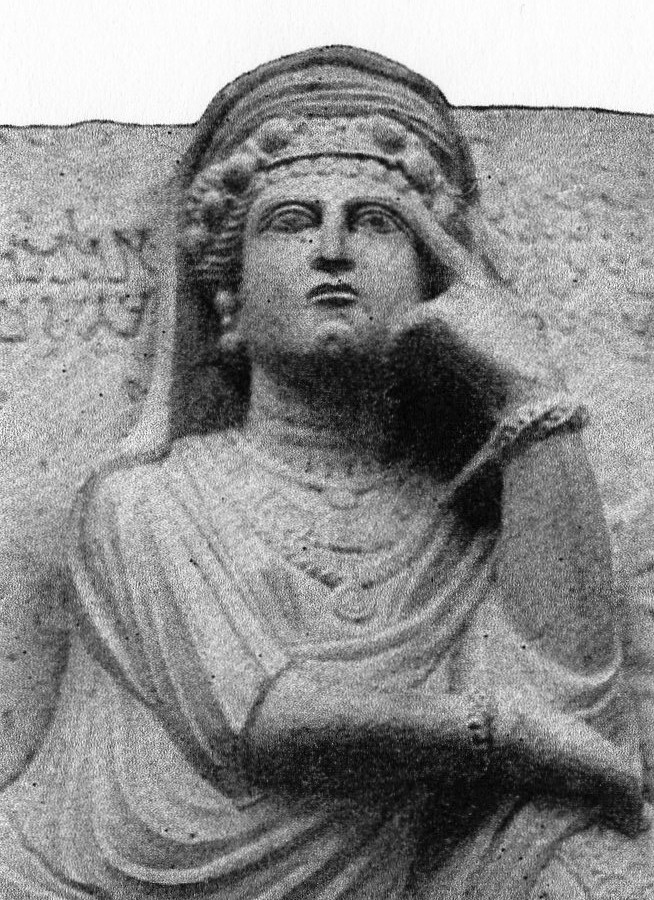
Bassorilievo rinvenuto a Palmira, Museo Nazionale di Damasco: possibile ritratto di Zenobia.

Nel 268, a seguito di un complotto politico (ordito dalla moglie di Odenato, Zenobia), Odenato e il figlio maggiore Hairan furono assassinati da Maconio, cugino o nipote (a seconda delle fonti) di Odenato. Poco dopo la morte del governatore (re dei re), sua moglie Zenobia prese il potere in nome del figlio minorenne Vaballato, con il sogno e l'ambizione di creare un impero d'Oriente da affiancare all'impero di Roma. Il disinteresse apparente degli imperatori romani e la morte, nel 269, dell'imperatore Claudio II e del fratello Quintillo, incoraggiarono la regina a ribellarsi all'autorità romana. Si autoproclamò Augusta e assunse il titolo onorifico di Discendente di Cleopatra.
Nel 270 Zenobia nominò comandante supremo delle truppe palmirene l'abile generale Zabdas, e lo inviò in suo nome all'attacco delle province romane di Arabia, Palestina ed Egitto, conquistandole. L'Egitto aveva una notevole importanza per il fatto che, dopo la chiusura delle vie carovaniere del nord, il commercio con l'India passava proprio da quella regione. Allora Zenobia si spinse con le sue truppe a nord, conquistò la Cappadocia e la Bitinia arrivando sino alla città di Ancira. Zenobia però non aveva l'approvazione del Senato di Roma, inoltre non tutte le legioni di stanza in Oriente la seguirono. In quello stesso anno (270) Aureliano viene acclamato imperatore dalle legioni del limes danubiano.
All'inizio del 272 Aureliano riconquistò l'Egitto, poi la Bitinia e la Cappadocia, e dopo avere avuto ragione della cavalleria pesante palmirena ad Antiochia, sconfisse l'esercito palmireno comandato dal generale Zabdas e dalla stessa Zenobia nella battaglia di Emesa.

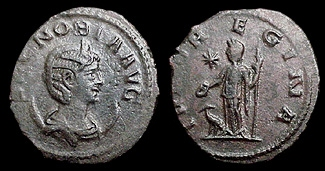
Zenobia raffigurata su una moneta.

Mentre Palmira era sotto assedio, la regina e il Consiglio cittadino pensarono di inviare un'ambasceria, guidata da Zenobia in persona, presso il re persiano Sapore I (ignorando che questi fosse deceduto in quei frangenti), con lo scopo di ricevere rinforzi e salvare così il Regno di Palmira. Zenobia decise allora di salire sul più veloce dei suoi dromedari assieme al figlioletto, e di tentare di raggiungere il regno dei Sasanidi, ma a sessanta miglia da Palmira venne raggiunta e catturata dall'Imperatore poco prima che attraversasse l'Eufrate.
Con la loro regina catturata e gran parte dell'esercito annientato e stremato, il generale Zabdas sul finire del 272 consegnò la città ai romani: il Regno di Palmira era stato sottomesso senza che l'oasi e la città avessero subito alcuna violenza. Le province orientali riconobbero di nuovo l'autorità di Aureliano. Successivamente la regina e i suoi fedelissimi raggiunsero in catene Emesa per essere processati. La regina, timorosa per la sua vita (l'esercito romano aveva infatti esplicitamente chiesto che fosse giustiziata), fece ricadere la colpa della sua ribellione ai suoi consiglieri, che con i loro consigli avevano influenzato le sue decisioni, essendo ella una femmina (sesso debole) e dunque facilmente influenzabile. Ne fece le spese il filosofo Longino, primo consigliere di Zenobia, reo di avere scritto la lettera con cui la regina aveva rifiutato la resa, e punito con la morte. Assieme al filosofo Cassio Longino molti altri funzionari di Zenobia, come il sofista Callinico e lo stesso generale Zabdas, furono condannati a morte ma Zenobia ebbe invece salva la vita.
Zenobia e Vaballato, i due sconfitti, furono inviati a Roma, ma secondo quanto testimoniato dallo storico bizantino Zosimo il figlio morì durante il viaggio. La regina venne però mostrata in ogni città che Aureliano raggiunse per tornare in Occidente.
Palmira, che non aveva sofferto danni in occasione della resa, l'anno dopo (273) a seguito di una ribellione fu saccheggiata, i suoi tesori furono portati via e le mura furono abbattute; la città fu abbandonata e tornò a essere un piccolo villaggio, divenendo una base militare per le legioni romane.

#### Tardo impero romano, Bisanzio e conquista araba
Diocleziano tra il 293 e 303 fortificò la città per cercare di difendere Palmira dalle mire dei Sasanidi. Fece costruire entro le mura difensive a occidente della città un grande accampamento (il campo di Diocleziano), con un pretorio e un santuario per le insegne per la Legio I Illirica. A partire dal IV secolo le notizie su Palmira si diradano.
Durante il periodo della dominazione bizantina furono costruite alcune chiese, anche se la città aveva perso importanza. Nel VI secolo l'imperatore Giustiniano, per l'importanza strategica della zona, fece rinforzare le mura e vi installò una guarnigione. Nonostante ciò la città venne conquistata dagli Arabi di Khalid ibn al-Walid nel 634. Sotto il dominio degli Arabi la città andò in rovina.
Benché la storia di Palmira fosse nota il sito e l'oasi vennero visitate solo nel 1751 da una comitiva di disegnatori (tra cui l'italiano Giovanni Battista Borra) capeggiati da due inglesi, Robert Wood e James Dawkins, che nel 1753 pubblicarono in inglese e francese Les Ruines de Palmyra, autrement dite Tadmor au dèsert, che crearono grande interesse per il sito e l'oasi. Solo però verso la fine del XIX secolo vennero iniziate ricerche di carattere scientifico e si cominciarono a copiare e a decifrare le iscrizioni. Infine, dopo l'instaurazione del mandato francese sulla Siria, vennero iniziati gli scavi per portare alla luce i vari reperti. Scavi che sono continuati negli anni, ma interrotti dalla guerra nel 2015.

## Sito archeologico

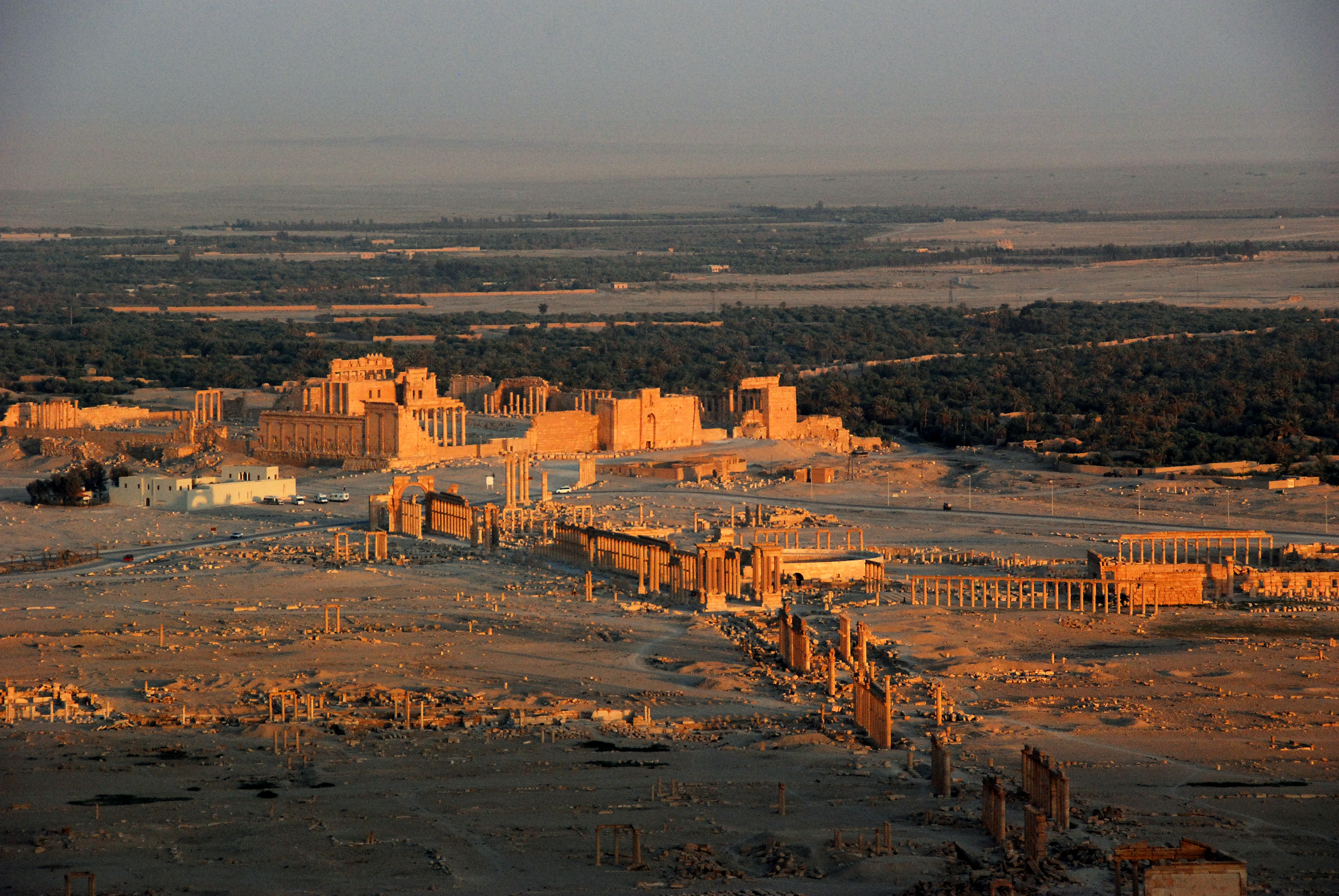
Vista aerea al tramonto delle rovine della città di Palmira.

### Templi

#### Tempio di Al-lāt

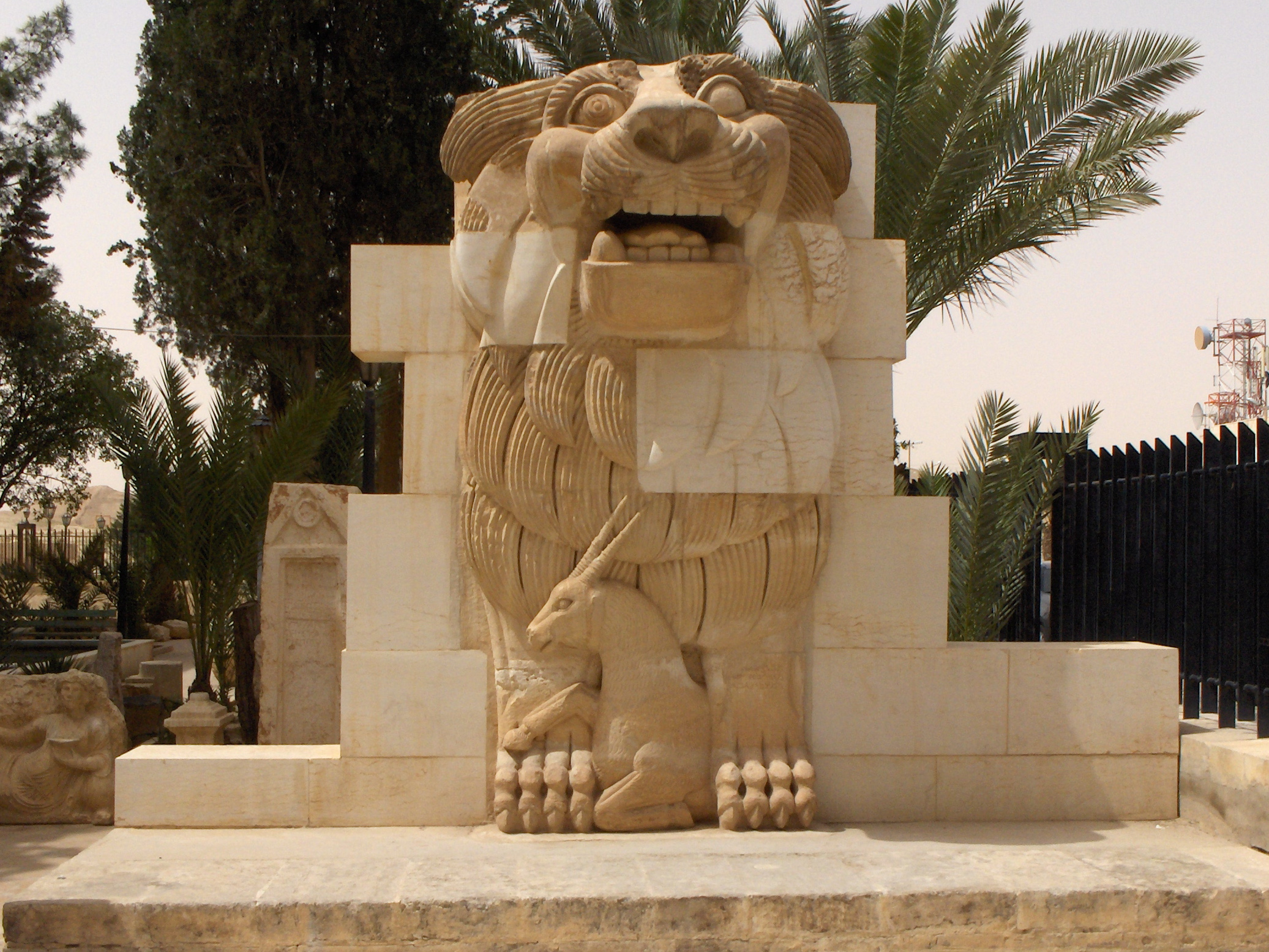
Il Leone di Al-lāt nei giardini del Museo archeologico di Palmira (distrutto nel 2015).

Il tempio, dedicato alla dea pre-islamica Al-lāt, venne distrutto per ordine del prefetto romano Materno Cinegio sotto l'imperatore Teodosio I tra gli anni 378 e 386 e per questo motivo è quasi scomparso: oggi ne rimane solo l'altare, qualche colonna e il telaio della porta. Nel 1977 venne rinvenuta una colossale statua raffigurante un leone, animale sacro alla dea, che protegge un orice. La statua rappresentava il rifiuto della dea a qualsiasi sacrificio e spargimento di sangue, infatti sulla zampa il leone recava inscritto "Al-Lāt benedirà chi non spargerà sangue nel santuario". La statua, sita nel giardino del Museo archeologico, venne distrutta dai miliziani jihadisti dell'auto-proclamato Stato Islamico il 23 maggio 2015.

#### Tempio di Baal-hamon
Il tempio di Baal-hamon era situato sulla cima della collina di Jabal al-Muntar e venne costruito nell'89. Consisteva in una cella e un vestibolo con due colonne e aveva una torre difensiva collegata a esso. È stato scoperto un mosaico raffigurante il tempio, il quale ha rivelato che sia la cella sia il vestibolo erano decorati con merli.

#### Tempio di Bel (o Baal)

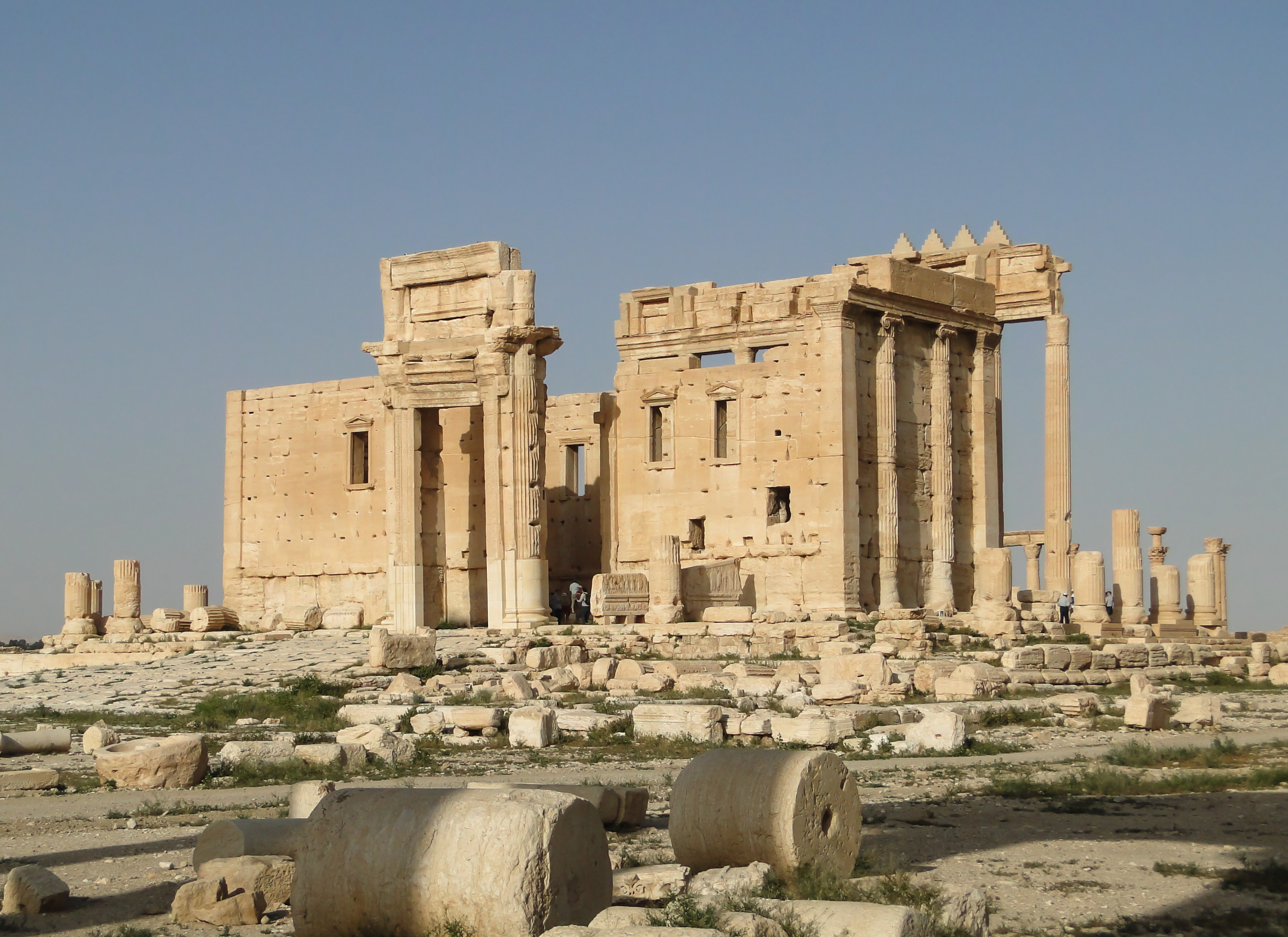
Il tempio di Bel (prima della distruzione del 2015).

L'edificio religioso, dedicato a Bel o Baal, fu edificato sotto il dominio partico con elementi sia di tipo greco-corinzio, sia babilonese nella incongrua merlatura superiore del tempio (I secolo d.C.). Il tempio fu consacrato tra il 32 e il 38, il colonnato fu ultimato nel II secolo, verso il 120, mentre i propilei furono innalzati alla fine del II secolo. Il recinto sacro è molto ampio di forma quadrangolare, 205x210 metri, contornato da un alto muro di cinta esterno, affiancato da un portico sorretto da un doppio colonnato. Il santuario aveva un ingresso monumentale, che ha subito delle modifiche quando gli Arabi hanno trasformato il santuario in una fortezza. L'ampio cortile interno era completamente lastricato. la cella del tempio misura 10 metri x 30. Il tempio aveva due nicchie, una rivolta a nord, che conteneva la triade di divinità palmirene, Baal, Yarhibol (il Sole) e Aglibol (la Luna). In epoca araba la cella del tempio fu trasformata in moschea, come dimostrava il miḥrāb presente sul muro meridionale della cella.
Il tempio è stato completamente distrutto dall'auto-proclamato Stato Islamico a fine agosto 2015; ne rimane l'ingresso.

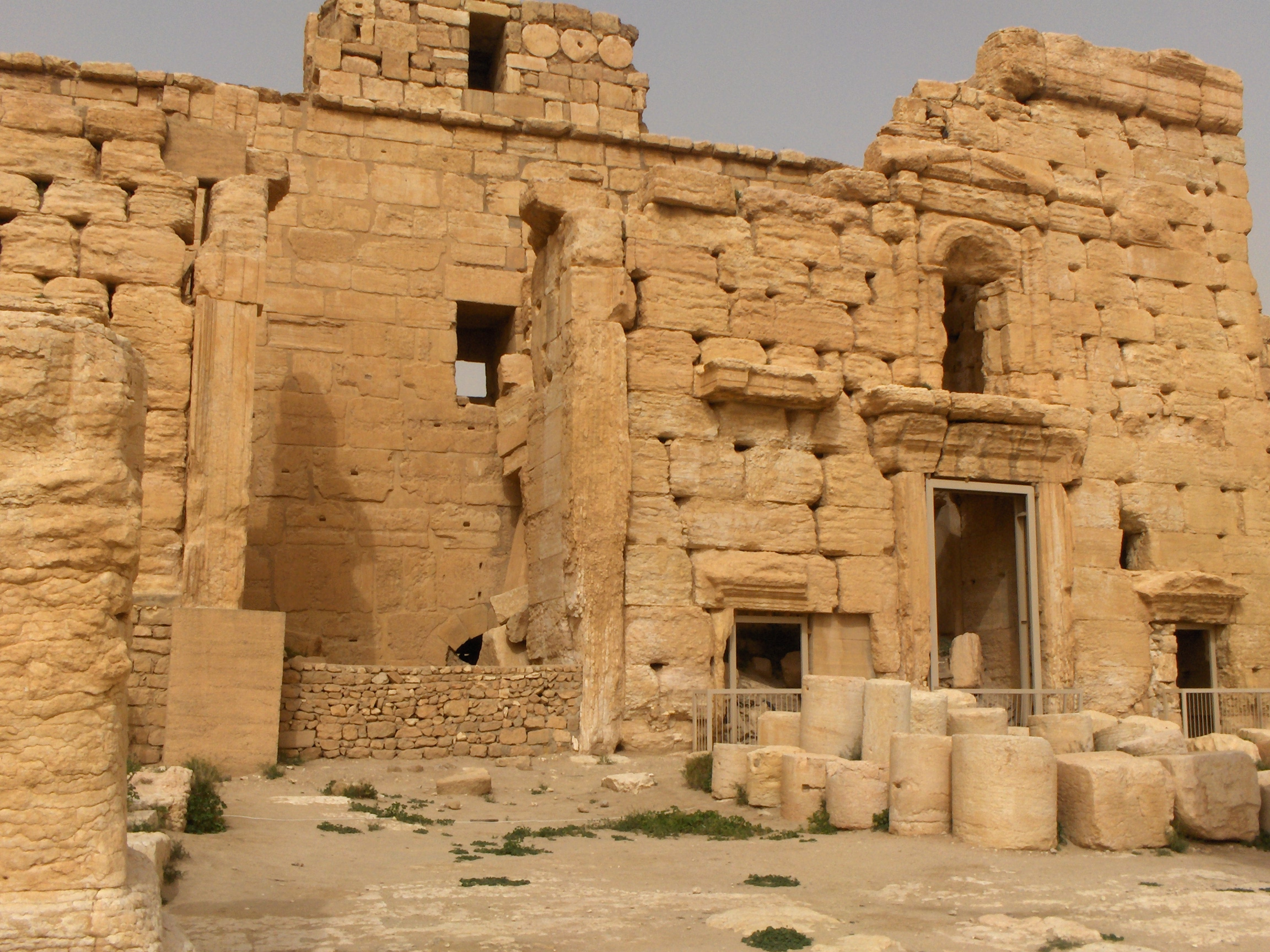
Ingresso principale
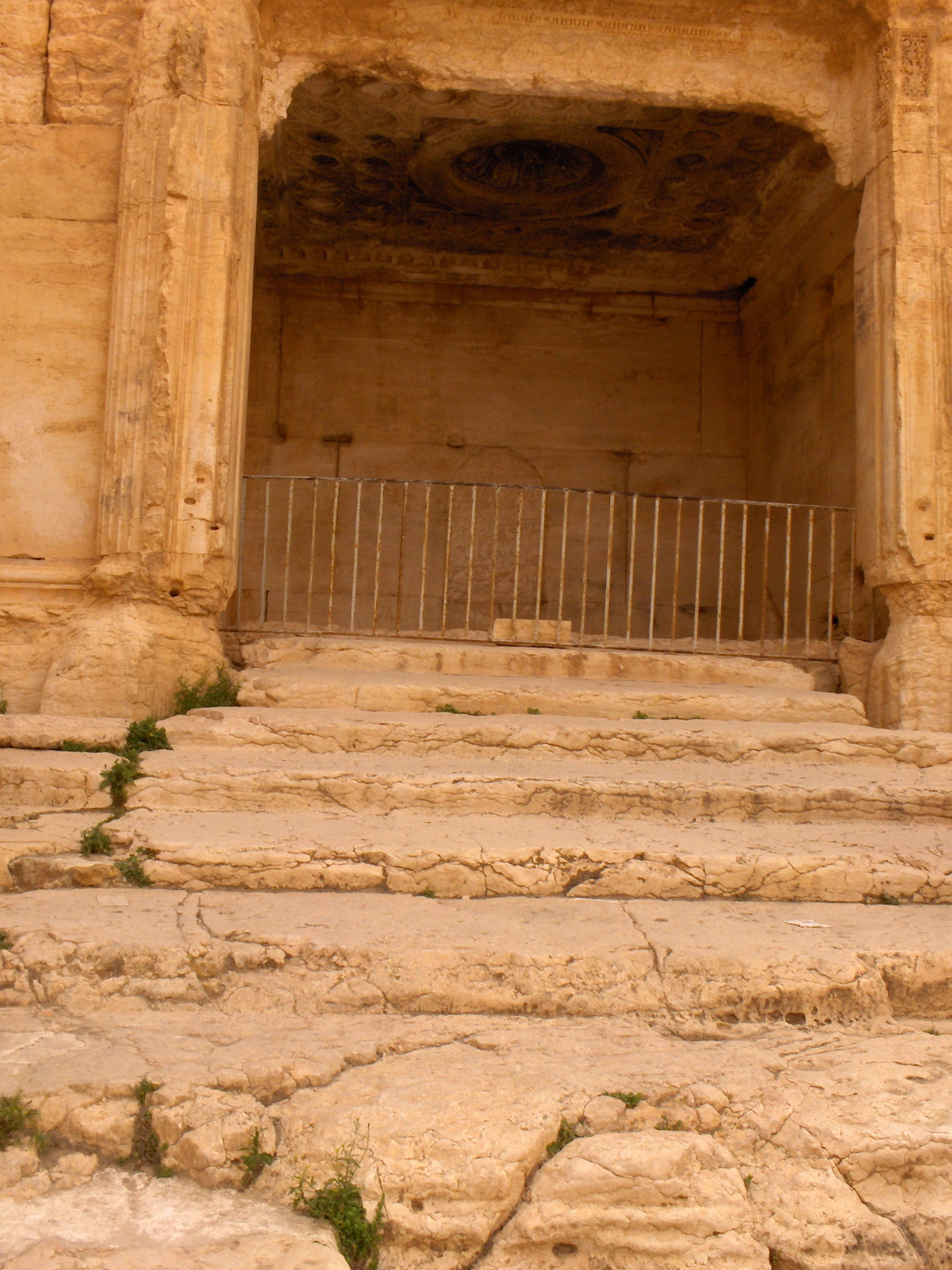
La nicchia verso nord
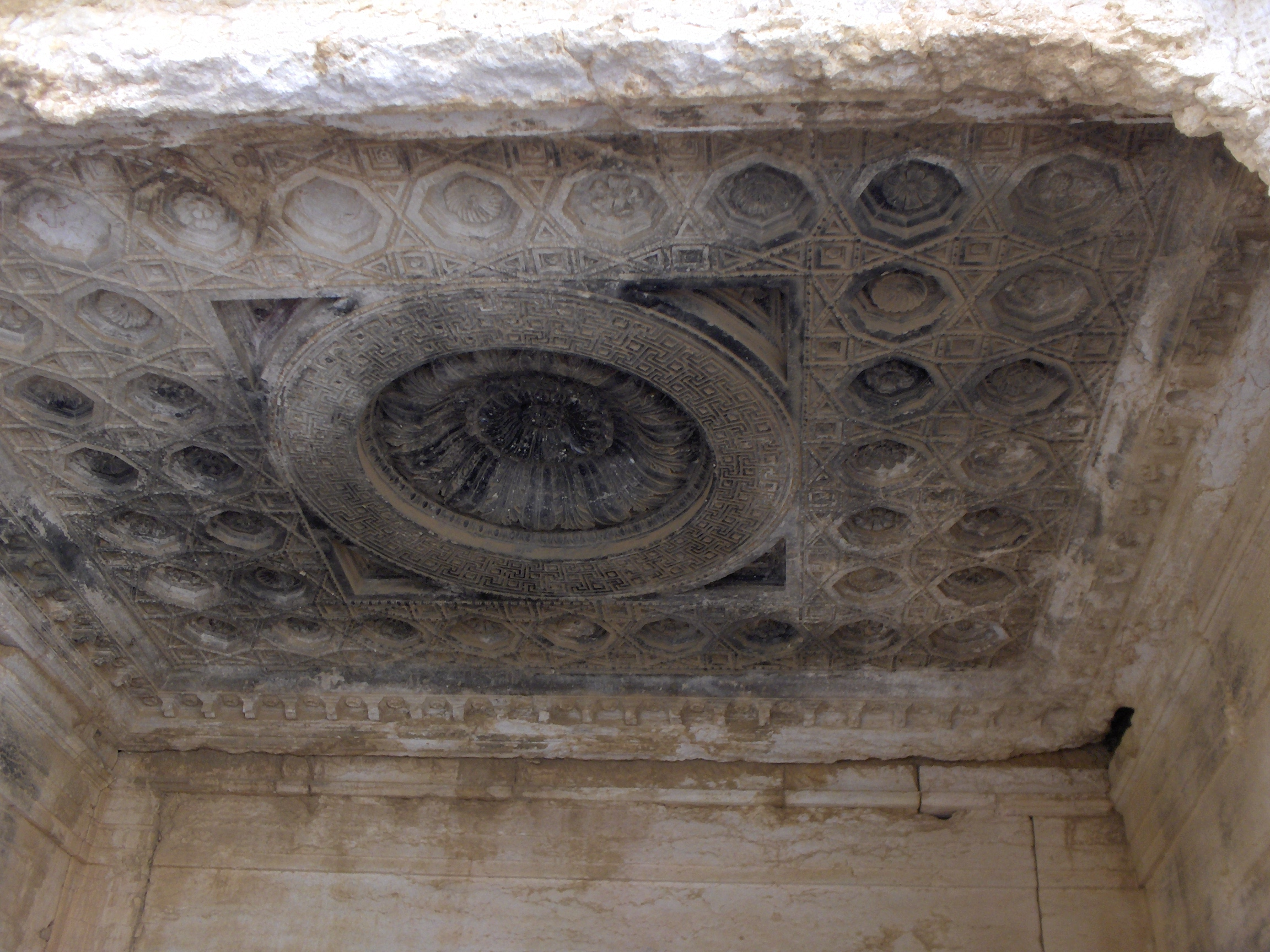
Soffitto della nicchia nord
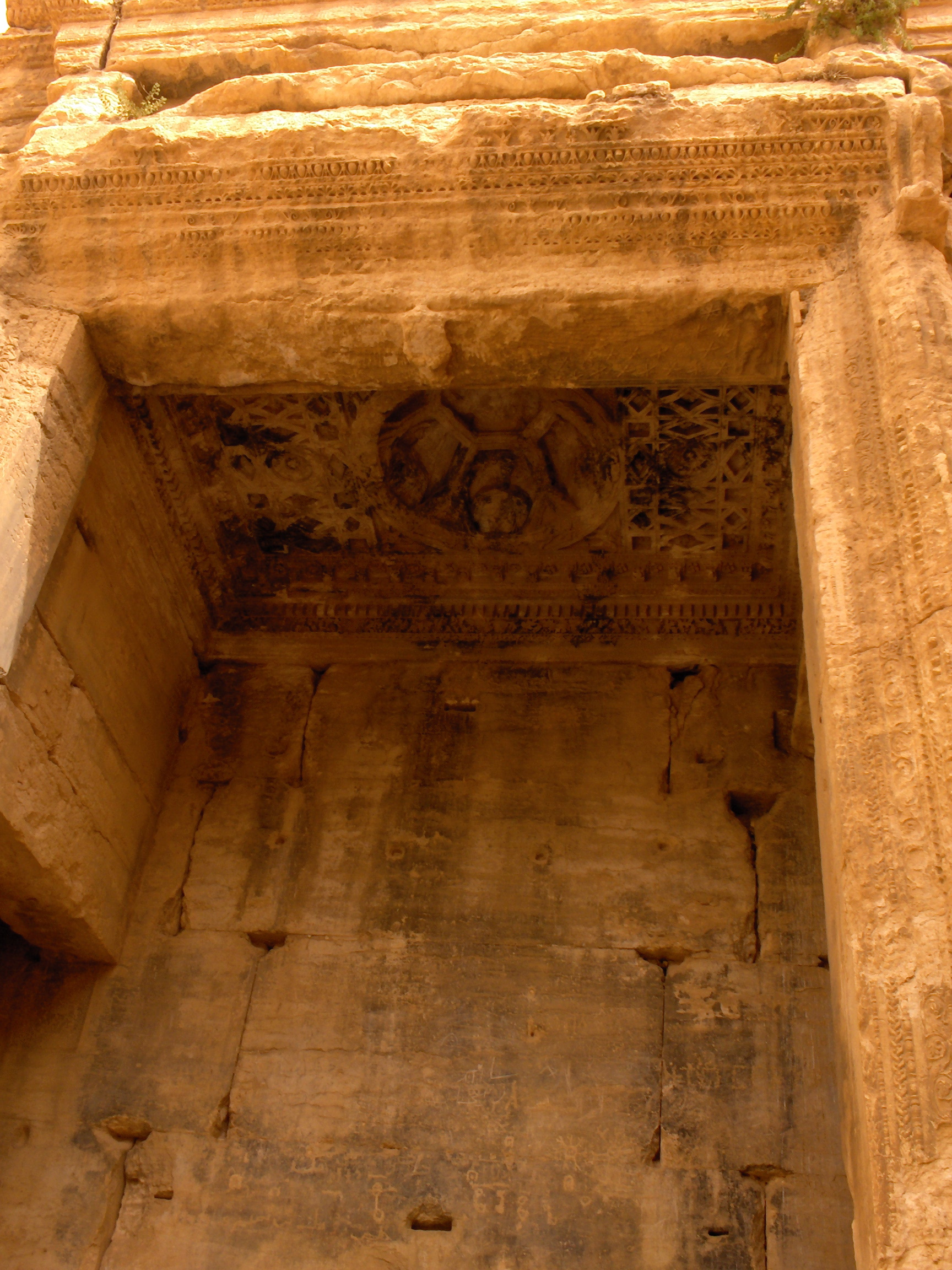
La nicchia sud
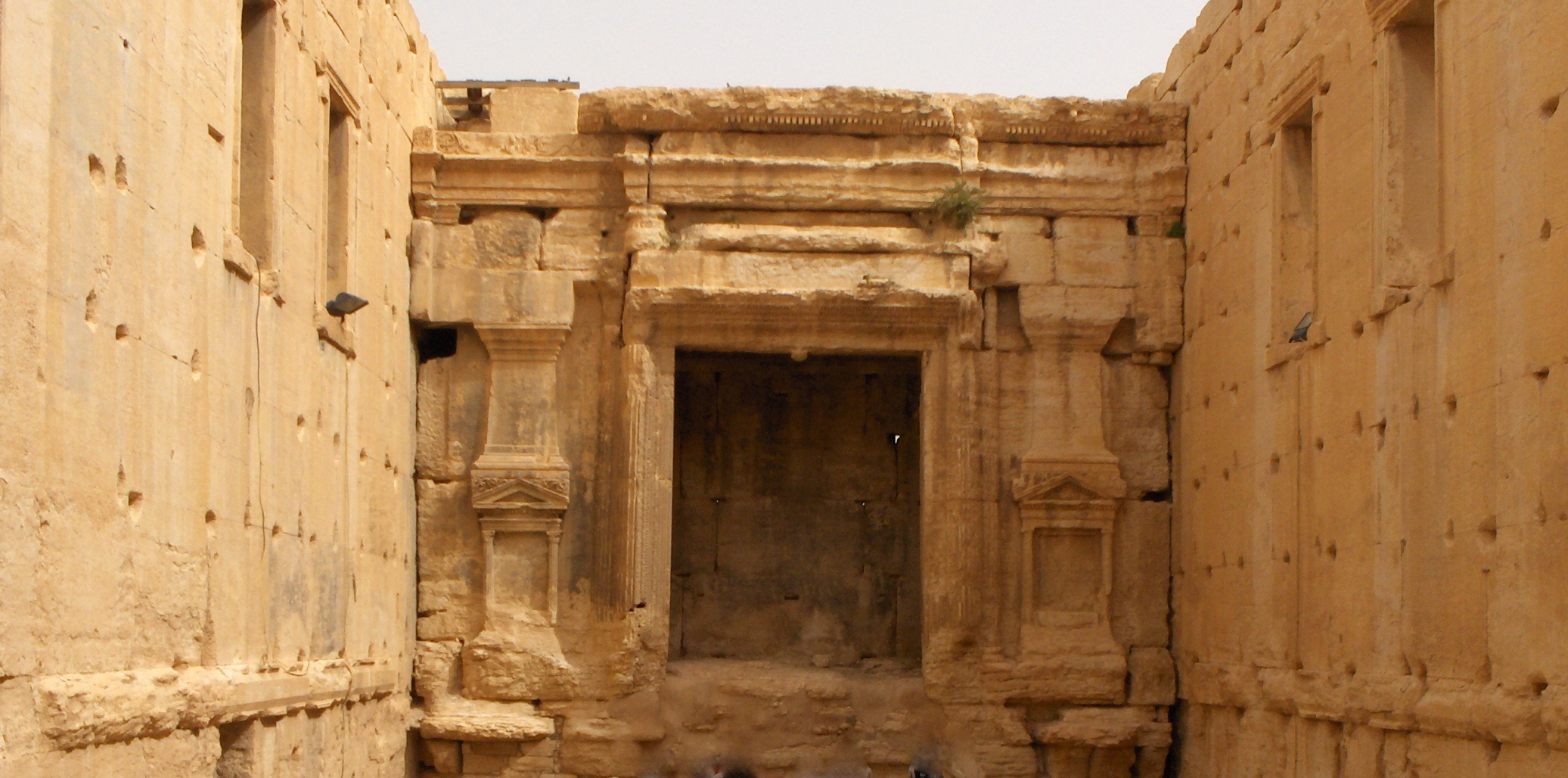
L'interno
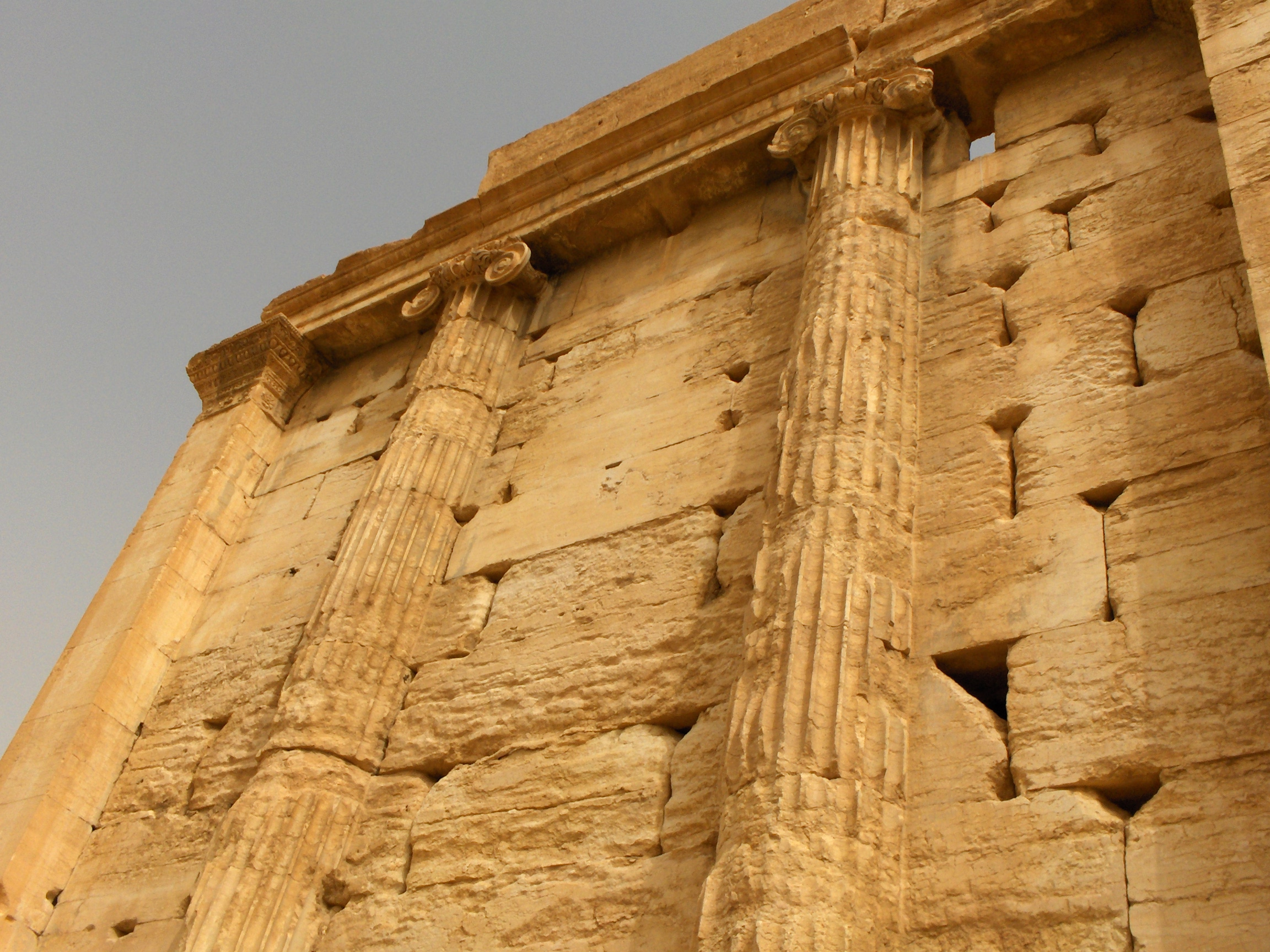
Parete esterna
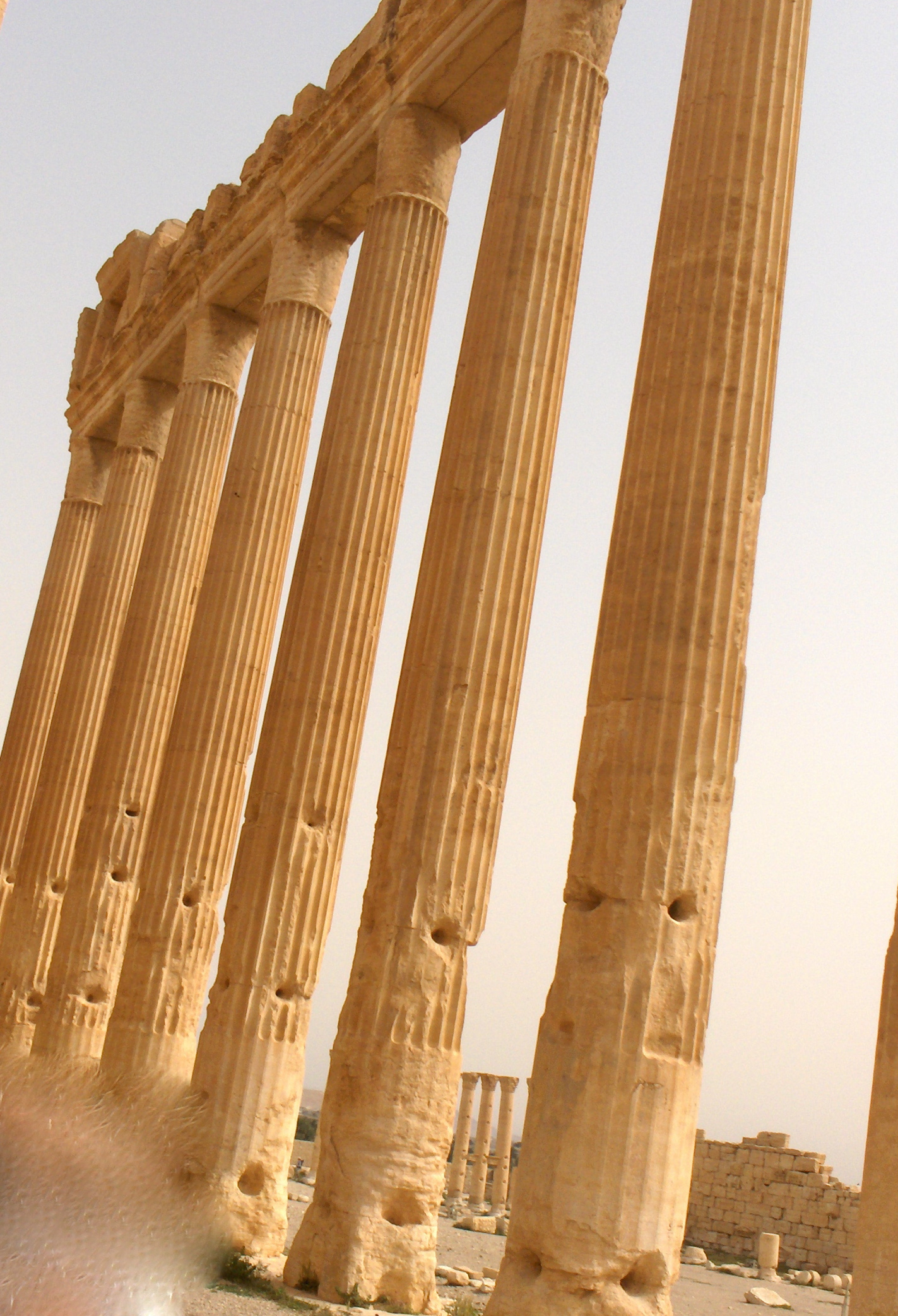
I propilei che, prima della distruzione, non erano mai caduti
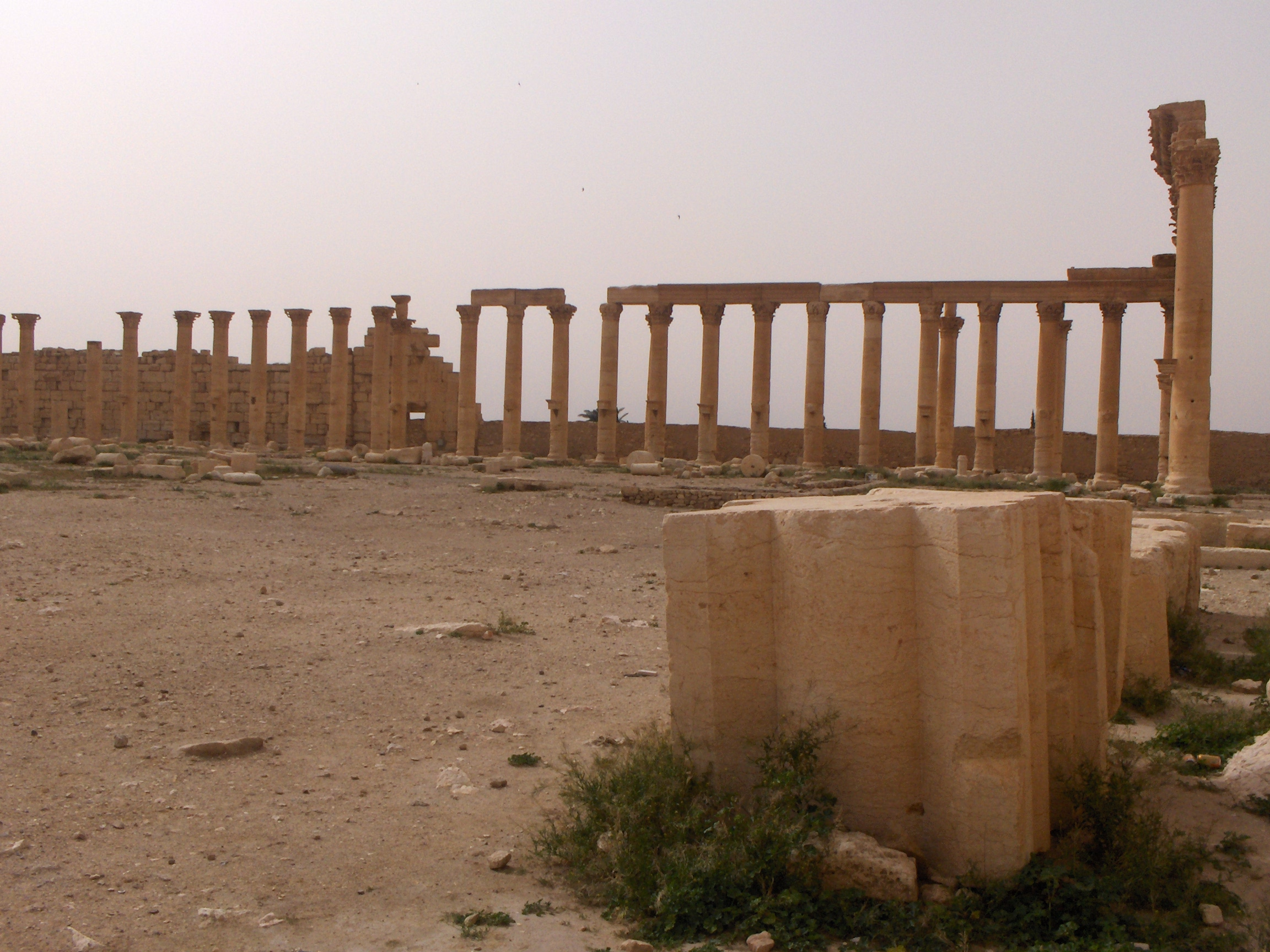
Ampio cortile interno con duplice colonnato e muro di cinta
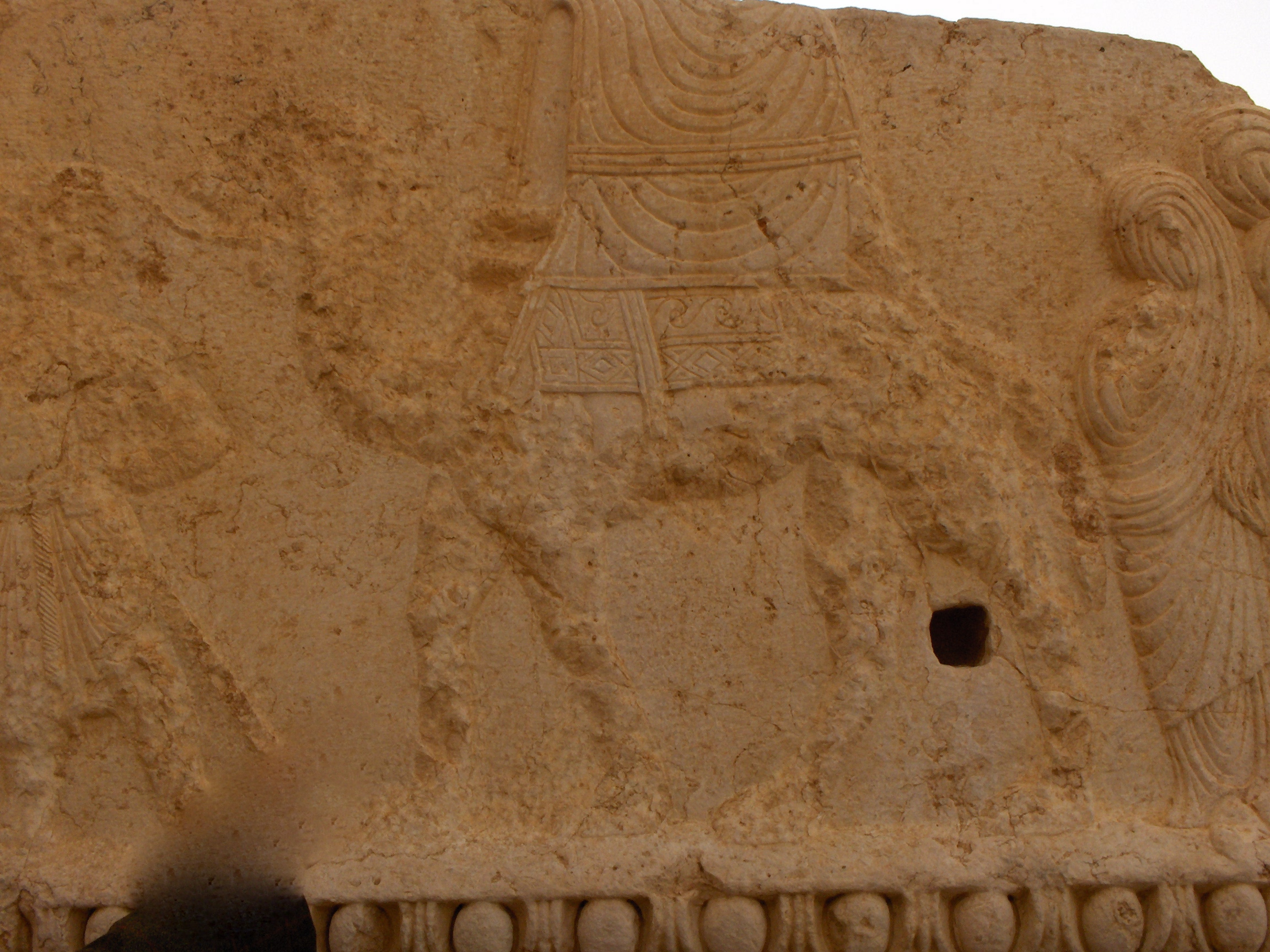
Bassorilievo della processione in onore di Baal (in groppa al dromedario) su un frontone
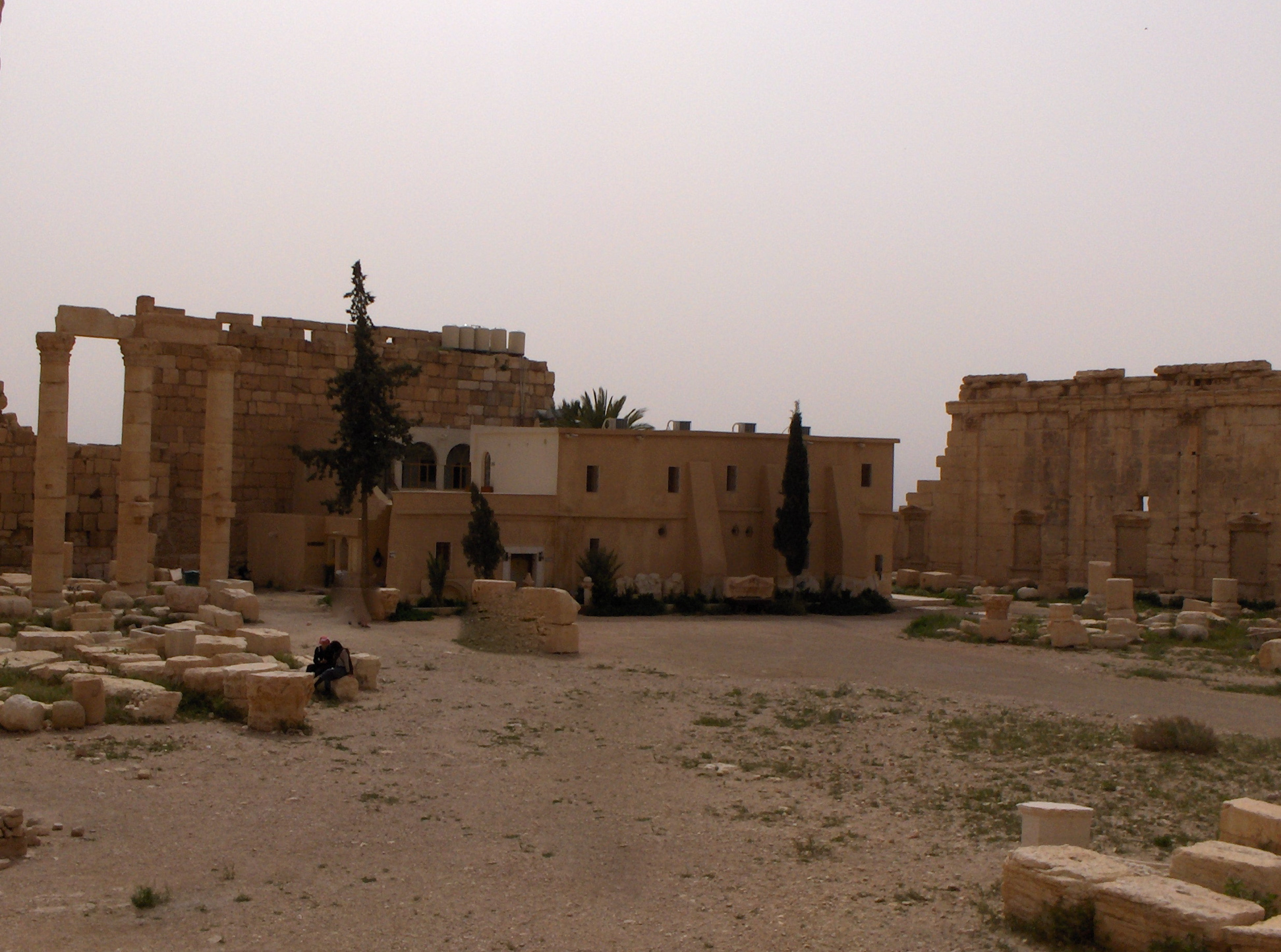
Mura di cinta e colonnato del santuario con casa costruita per la missione francese negli anni 20

#### Tempio di Baalshamin

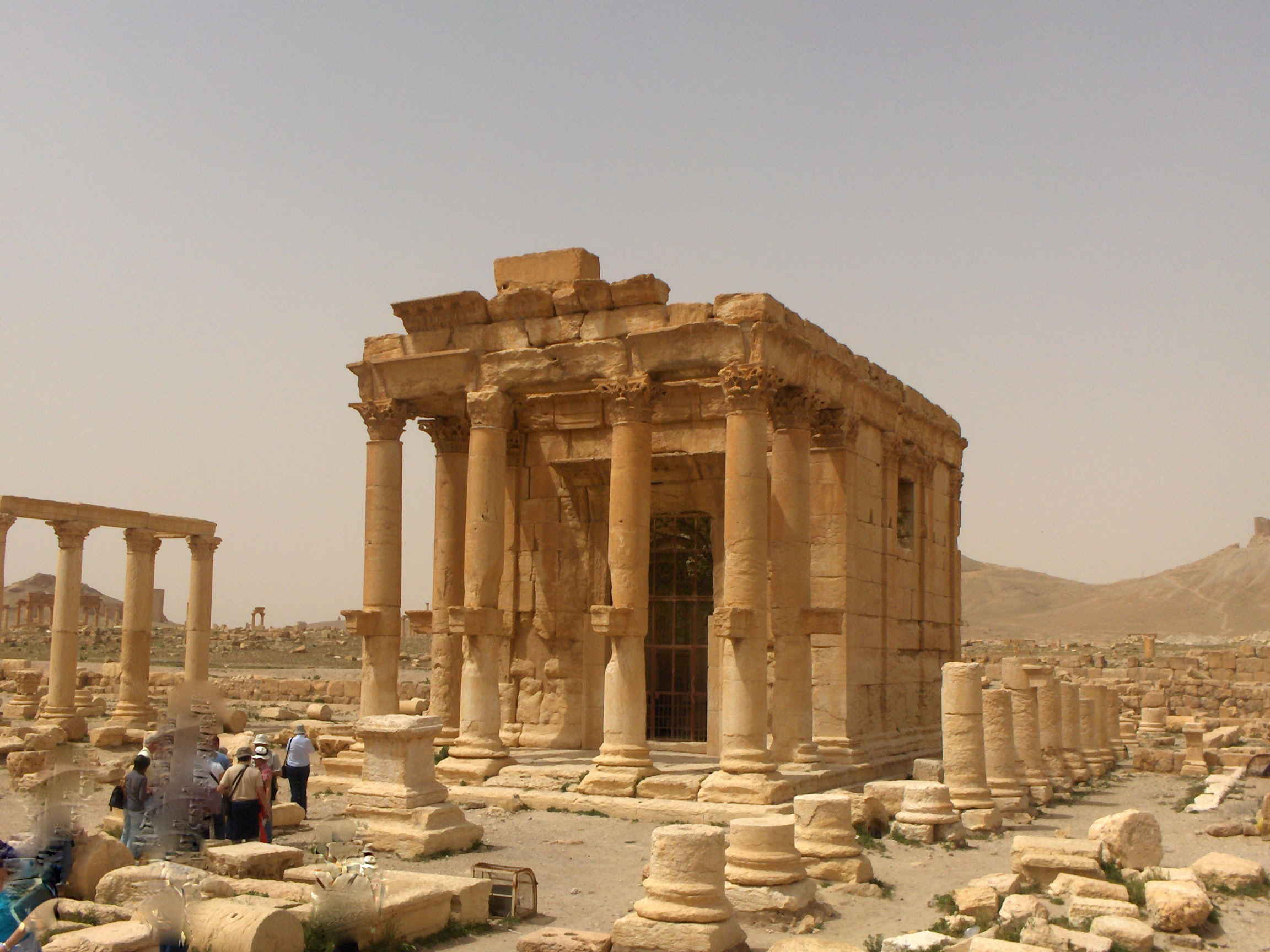
Area e tempio di Baalshamin (prima della distruzione del 2015).

Il tempio di Baalshamin (il signore del cielo), consacrato nel 130, era dedicato a una divinità paragonabile a Mercurio ed era gestito da una tribù nomade.
Con l'avvento del cristianesimo, nel V secolo, il tempio venne trasformato in una chiesa.
Era una delle strutture antiche più complete conservatesi a Palmira, ma è stato completamente distrutto dai miliziani jihadisti dell'auto-proclamato Stato Islamico il 23 agosto 2015.

#### Tempio di Nabu

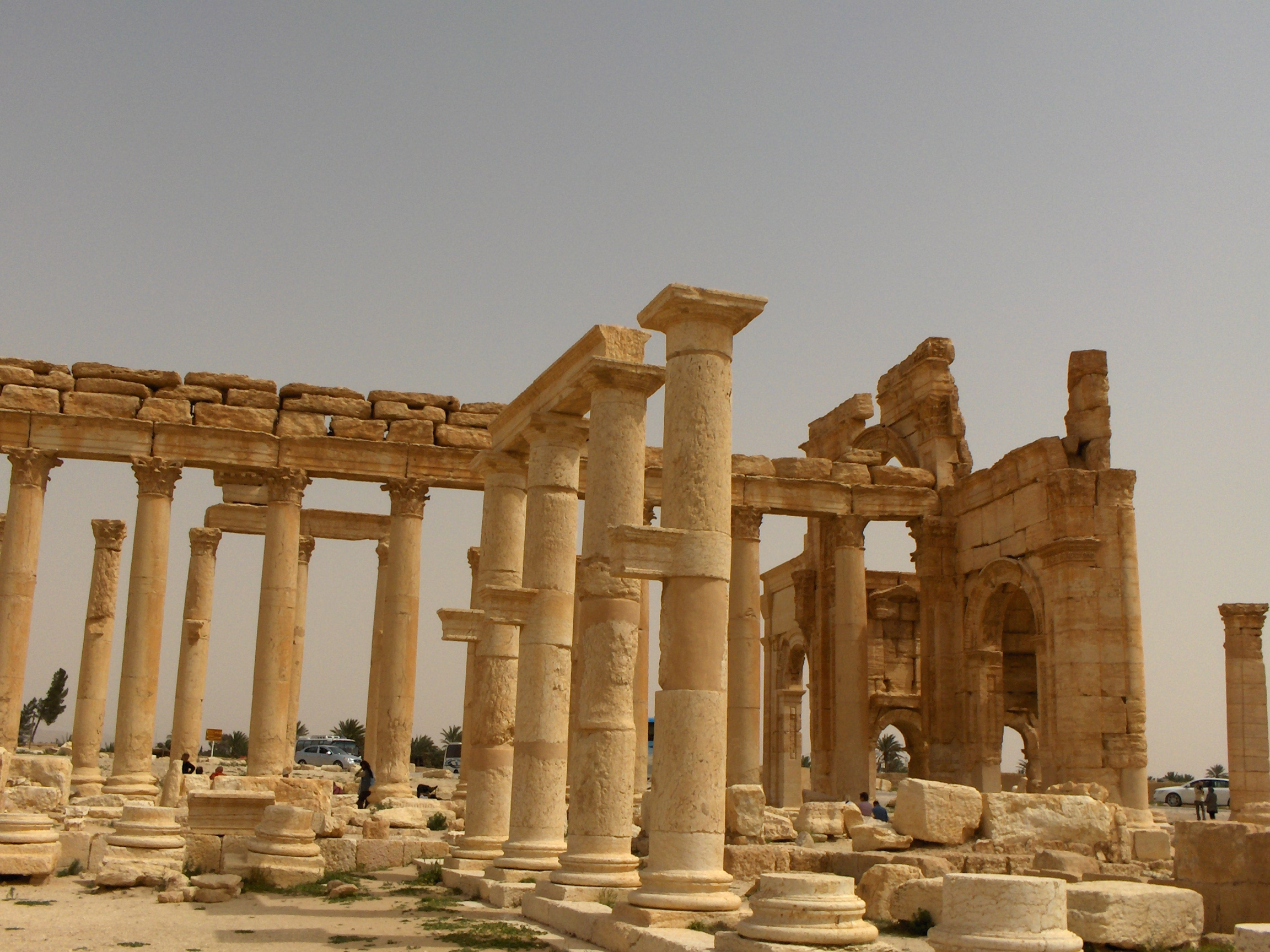
Colonnato e tempio di Nabu.

Poco dopo avere oltrepassato l'arco di Settimio Severo, sulla sinistra, vi è il tempio di Nabu, una divinità mesopotamica. Il tempio fu edificato tra la fine del I e la metà del II secolo. All'interno del recinto, tre lati hanno un portico sorretto da colonne, mentre il quarto è chiuso da un muro. 

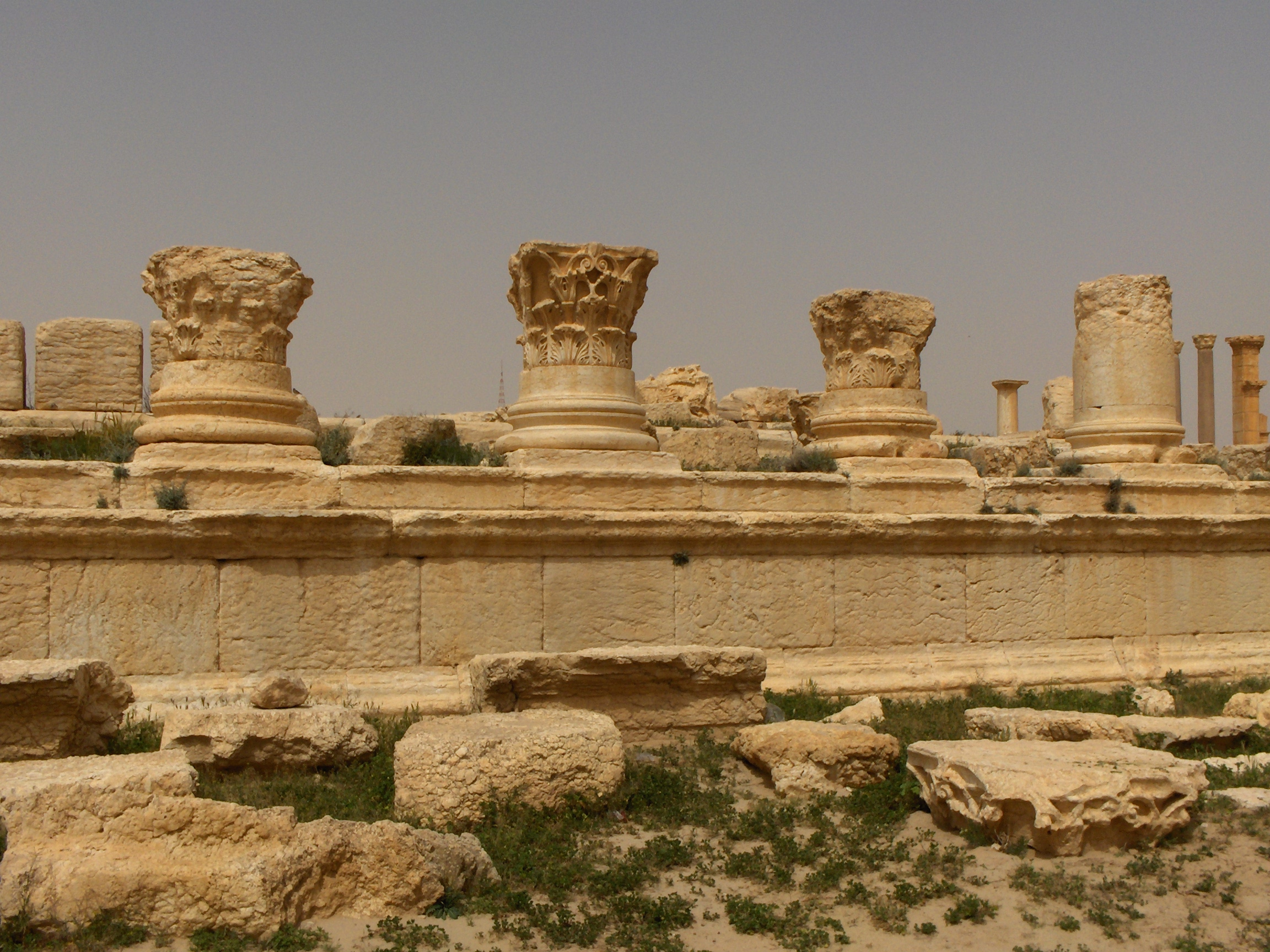
Rovine del colonnato del santuario
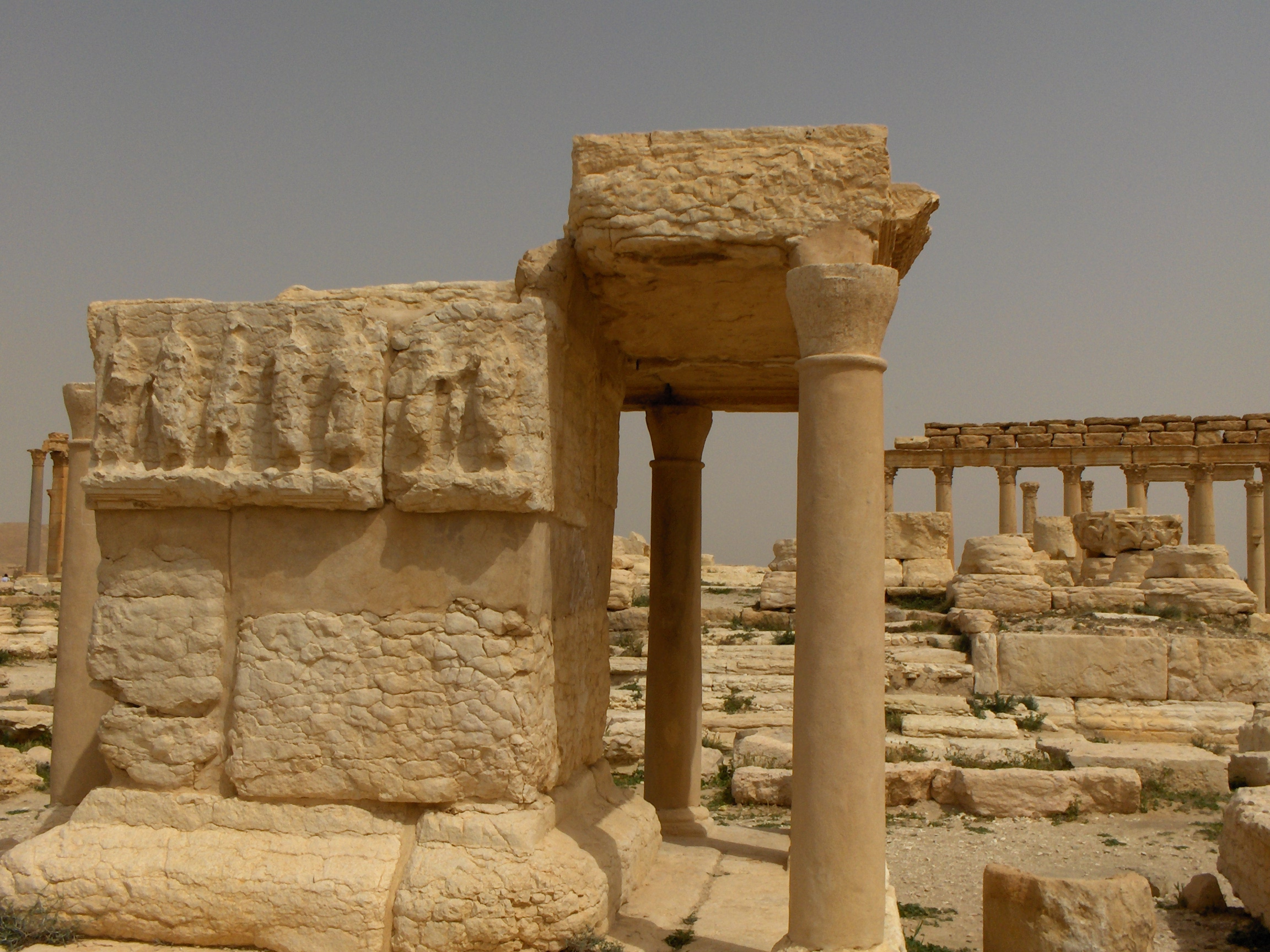
Rovine del tempio, il blocco quadrangolare è stato supposto fosse un altare

### Monumenti pubblici e militari

#### Via colonnata

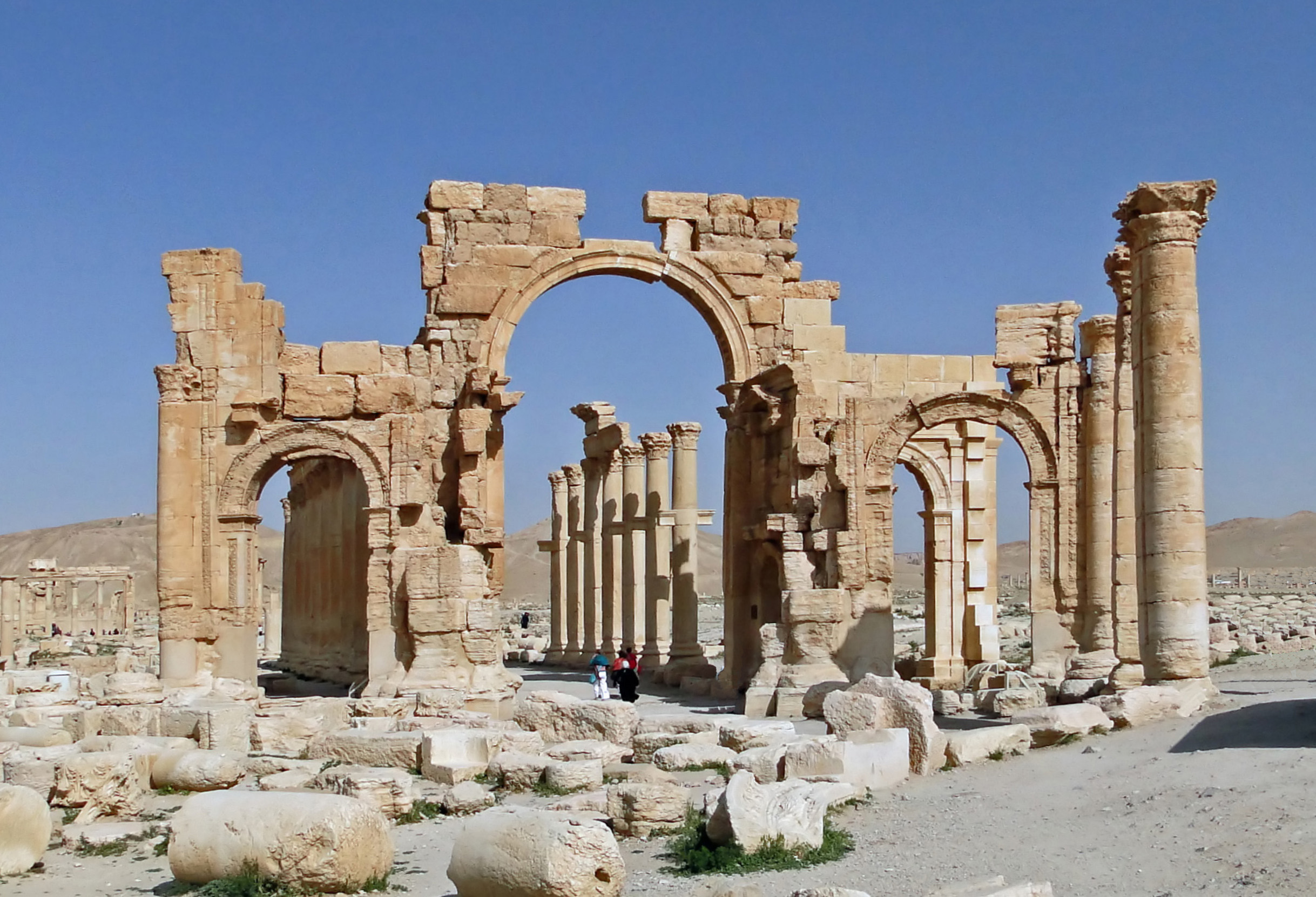
L'arco di Settimio Severo e la via colonnata (prima della distruzione).

La via colonnata, lunga 1 100 metri, inizia di fronte all'ingresso del Tempio di Bel e il primo tratto si concludeva con l'arco monumentale a tre arcate, costruito probabilmente durante l'impero di Settimio Severo, tra la fine del II e l'inizio del III secolo e congegnato per mascherare un cambio di direzione di 30 gradi del secondo tratto dalla via, andato distrutto dall'azione devastante dell'ISIS. La via colonnata, le cui colonne presentano delle mensole che erano sormontate da statue, aveva una carreggiata larga 11 metri, affiancata da due portici di 7 metri.

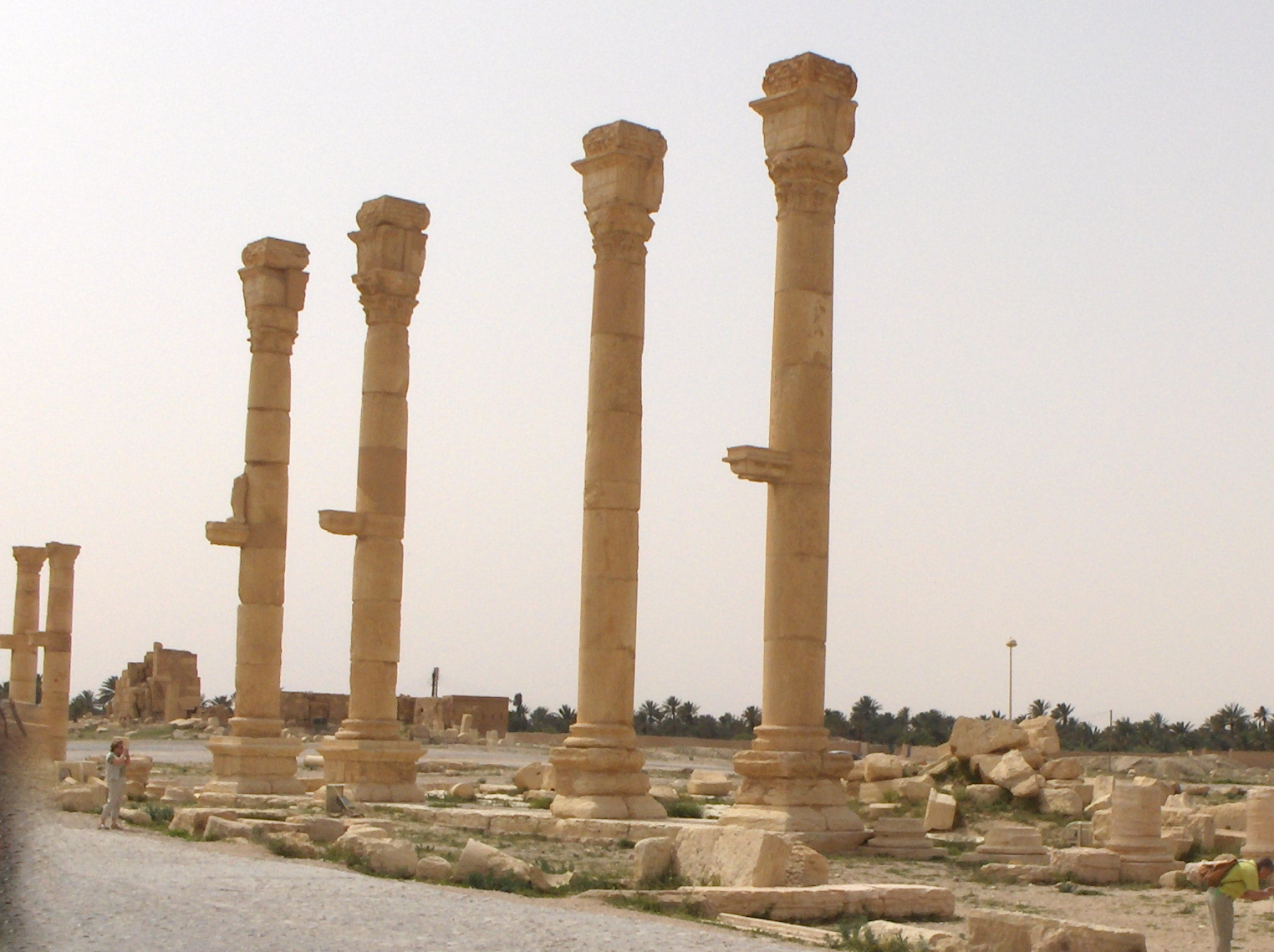
Colonne con mensola portastatua
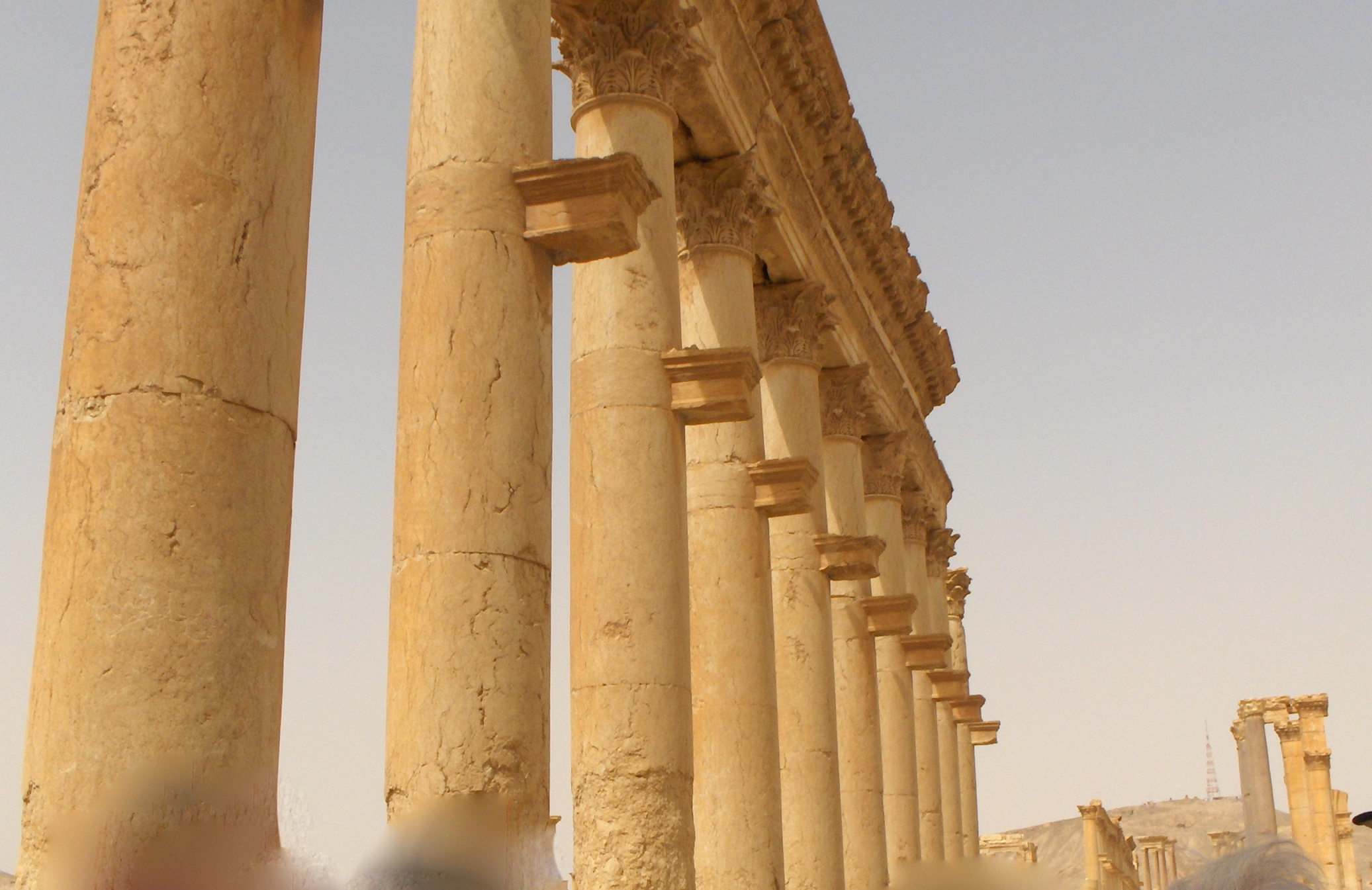
Colonne con mensola portastatua
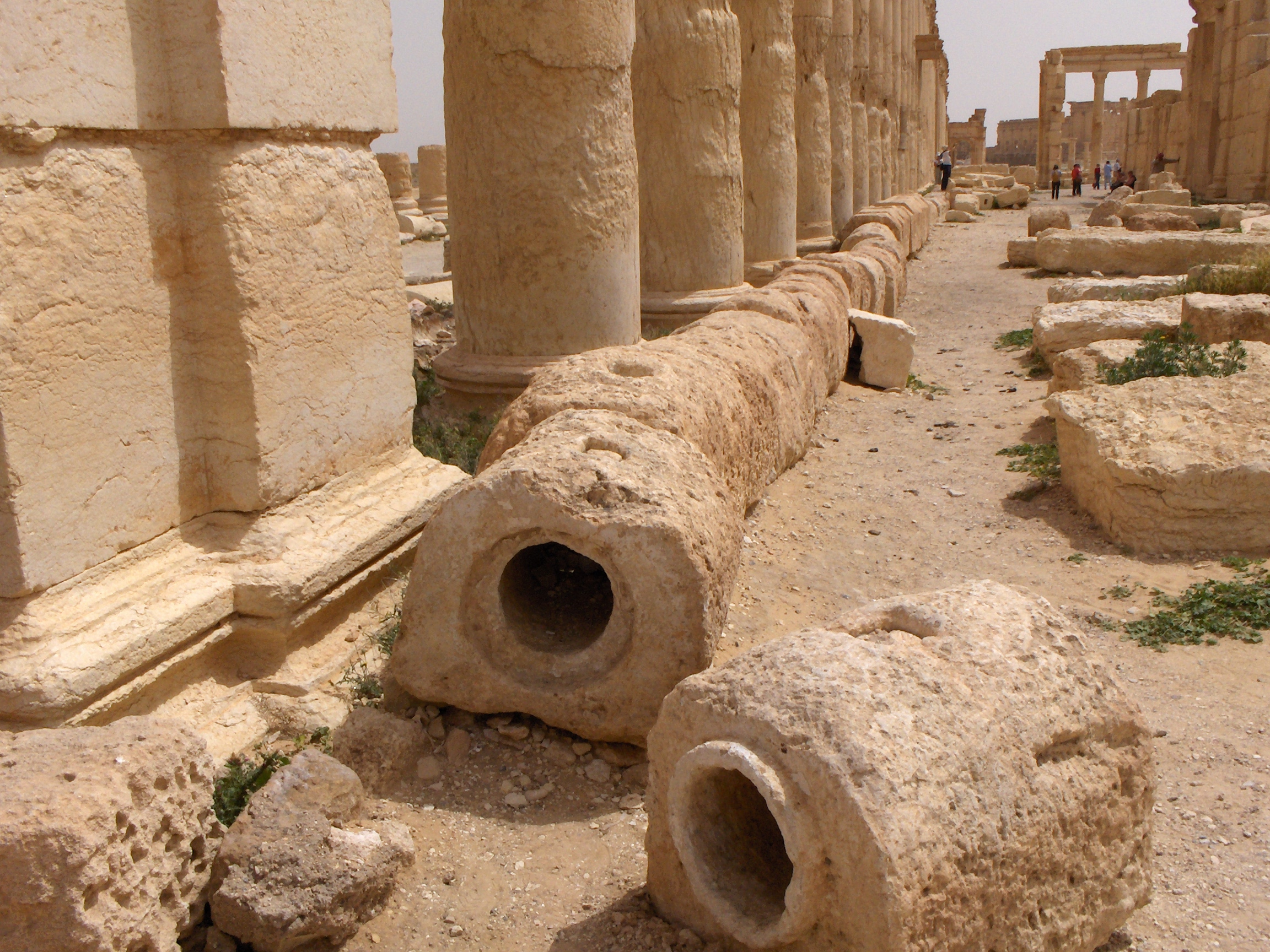
Linea idraulica a fianco della via
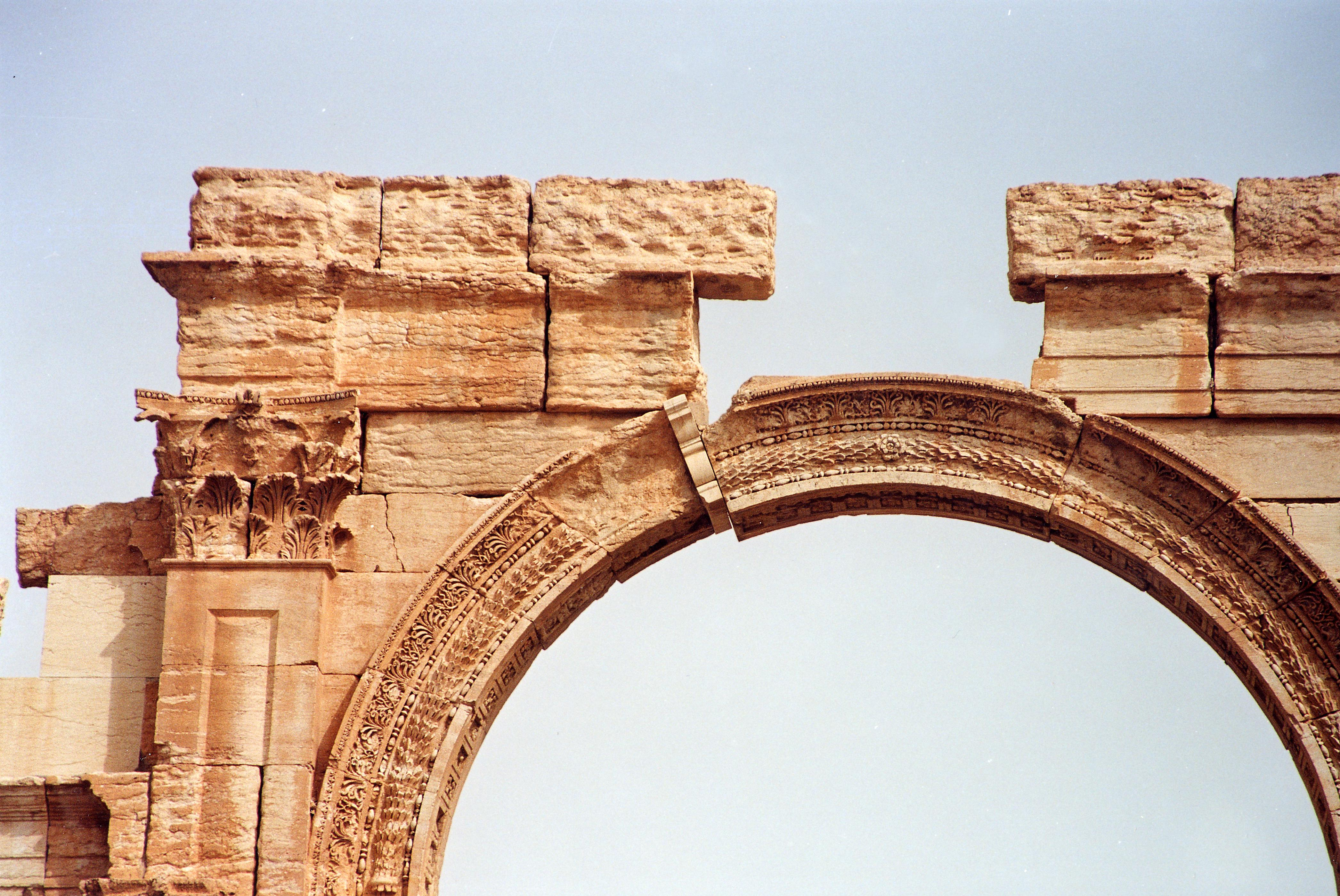
Inquadratura dell'arco centrale

#### Tetrapylon

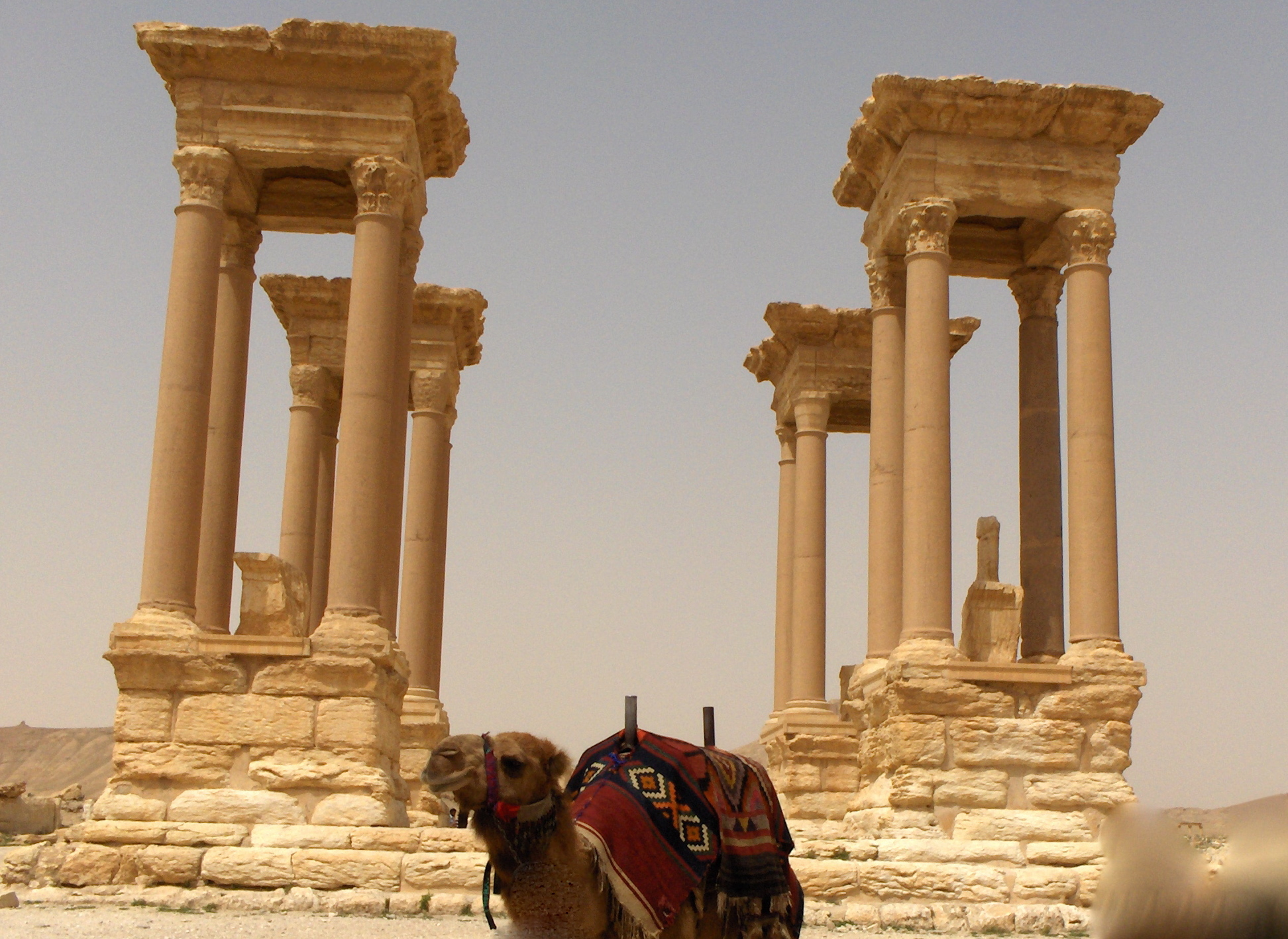
Il Tetrapilo prima della distruzione del 2017.

Il Tetrapylon (Tetrapilo) fu eretto durante l'impero di Diocleziano, alla fine del III secolo. 
Consisteva in una piattaforma quadrata e in ogni angolo si trovava un gruppo di quattro colonne (tetra, τέσσαρες, in greco significa quattro).
Ogni gruppo di colonne sosteneva una cornice di oltre centocinquanta tonnellate e teneva al centro un piedistallo dove forse, in origine, era posta una statua. Tra le sedici colonne del complesso, solo una era originale (in granito rosa dell'Egitto), le altre risalivano a un restauro del 1963 ed erano fatte in cemento.
Il Tetrapylon è stato distrutto quasi completamente nel gennaio del 2017 dai miliziani jihadisti dell'auto-proclamato Stato Islamico.

#### Campo e Terme di Diocleziano

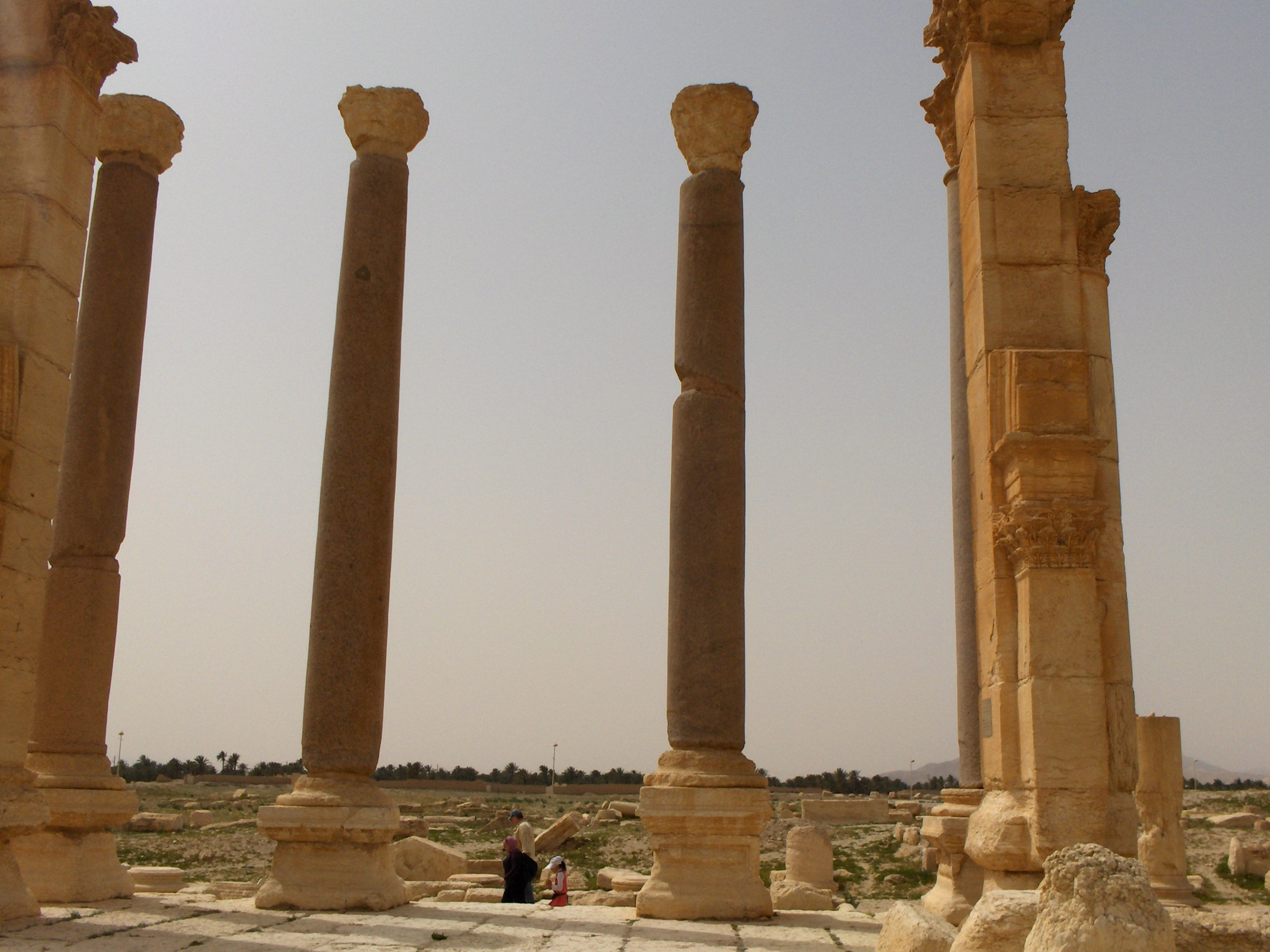
Rovine delle terme con le quattro colonne monolitiche dell'ingresso.

Sulla destra della via colonnata, di fronte al Tempio di Nabu, sorgevano le terme di Diocleziano, edificate nel II secolo. L'edificio, di non grandi dimensioni, 85 metri x 51, ha un ingresso di quattro colonne monolitiche di granito proveniente dall'Egitto.

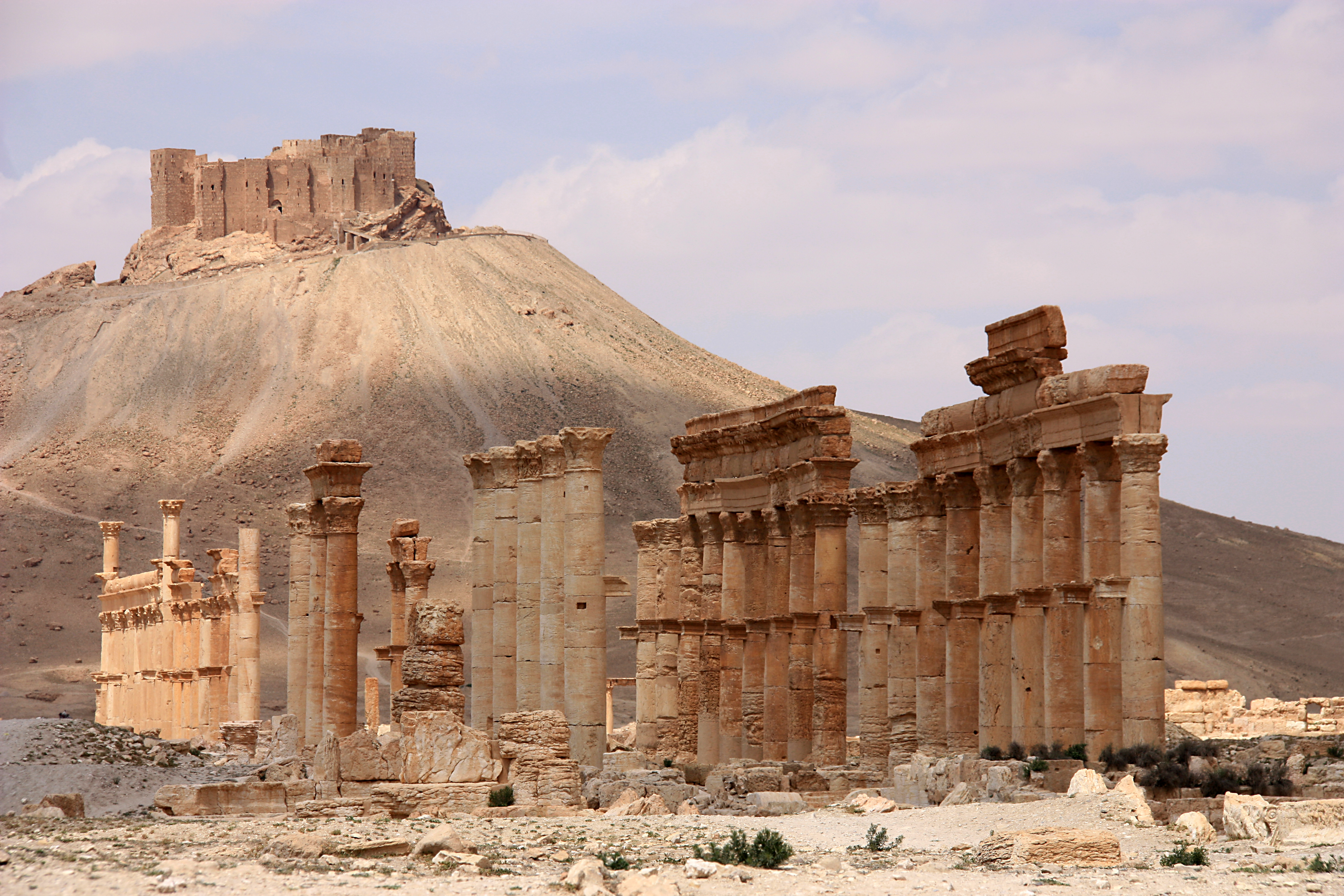
Il Campo di Diocleziano, sormontato dal castello Qasr Ibn Maʿan.

Il Campo (Castrum) venne edificata sempre sotto l'impero di Diocleziano e fungeva da quartier generale della Legio I Illyricorum.

#### Teatro romano

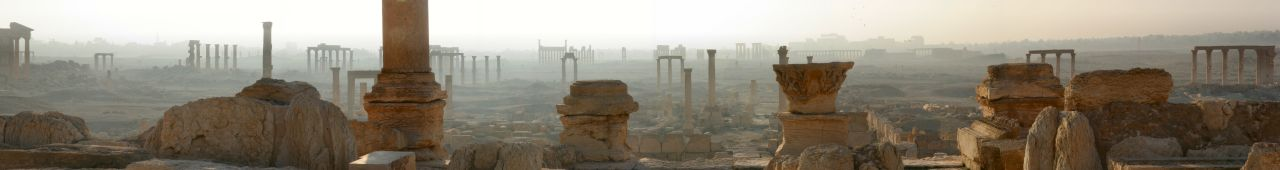
Panorama di Palmira all'alba

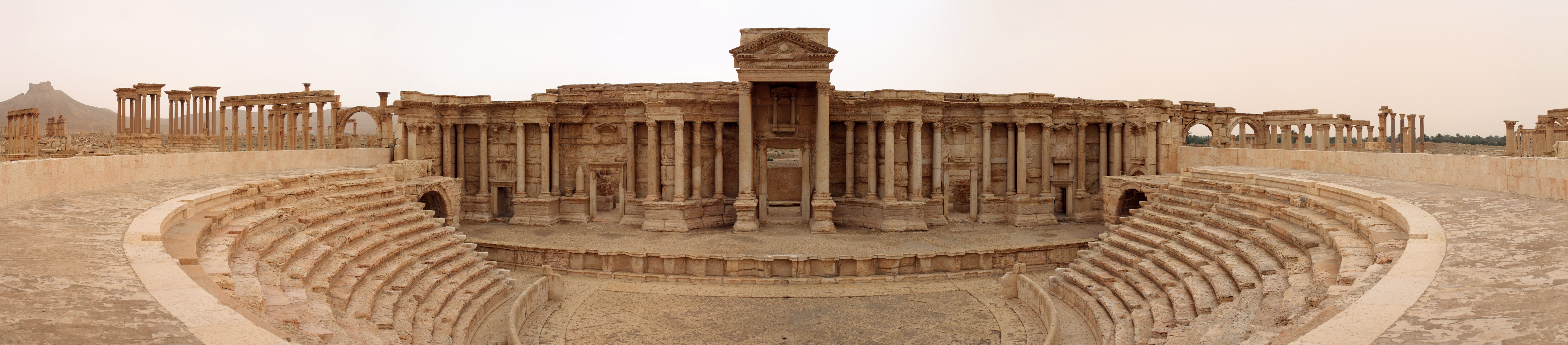
Panoramica del teatro, con scena e cavea (prima del danneggiamento).

Il teatro è un tipico teatro romano edificato nella seconda metà del II secolo ed era conservato in ottime condizioni. Era dotato di un palcoscenico che misurava 45,5 × 10,5 metri, accessibile attraverso due scalinate, e da un proscenio decorato da varie nicchie e colonne in stile corinzio. La cavea ha un diametro di 92 metri.

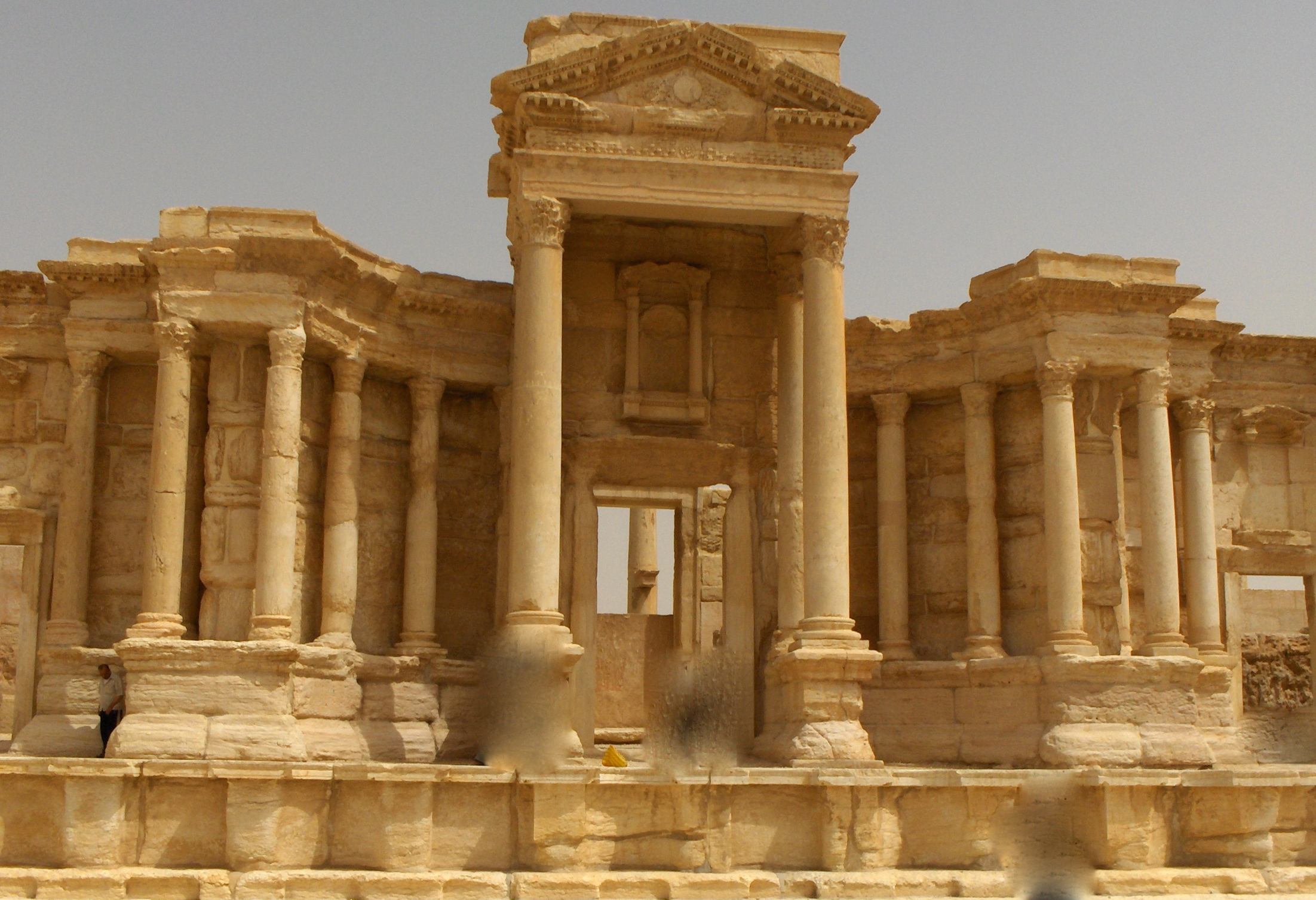
La scena del teatro

Nel gennaio del 2017 la facciata del Teatro è stata fatta esplodere dall'auto-proclamato Stato Islamico.

#### Agorà e Senato

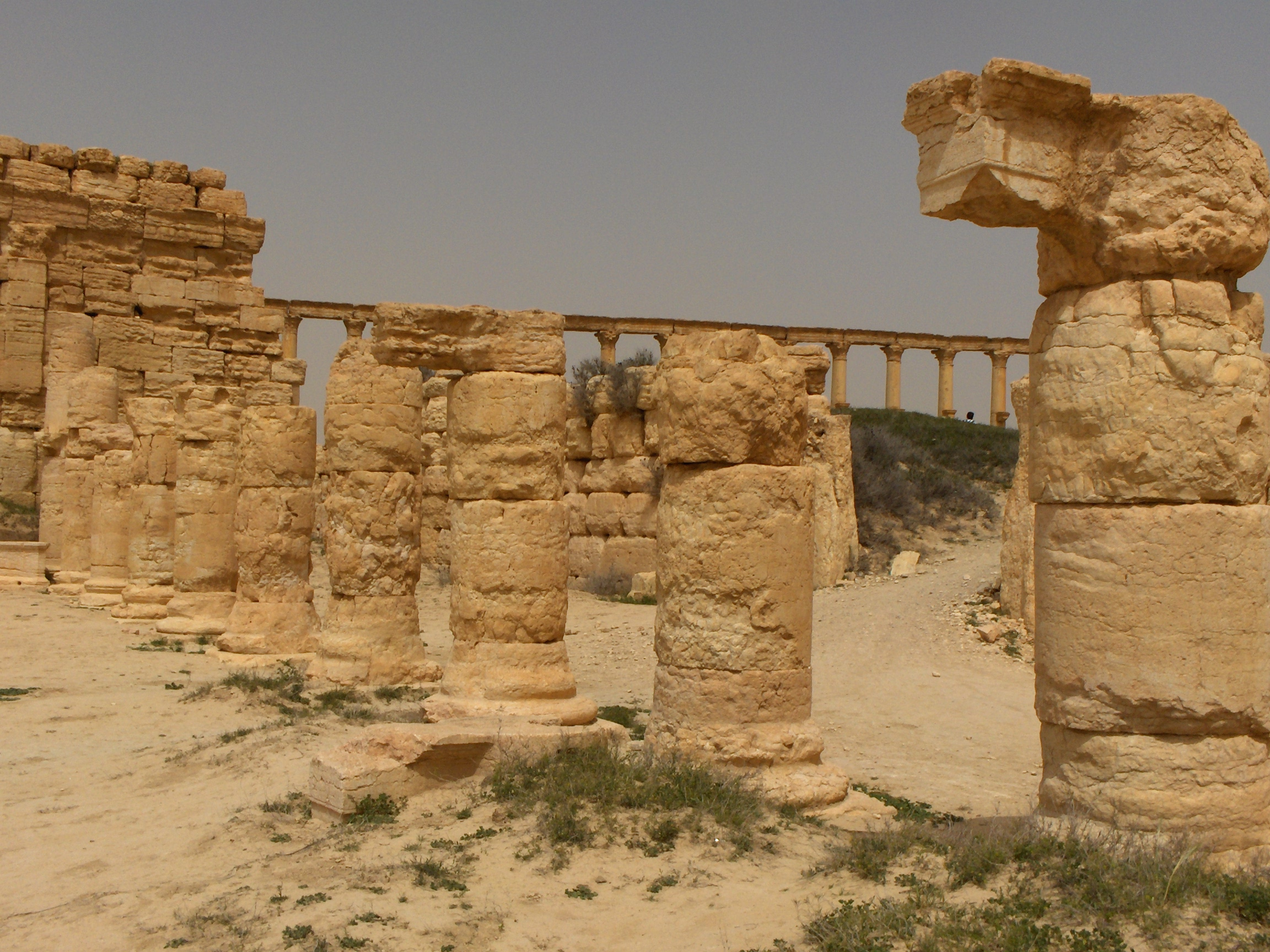
Il colonnato dell'agorà.

L'agorà (in greco antico: ἀγορά?, da ἀγείρω = radunare), il foro delle città romane, costruita all'inizio del II secolo, presenta una pianta quadrangolare (84x71 metri), con portici sui quattro lati.
Le colonne presentano delle mensole che erano sormontate da statue. Presso l'angolo sud-ovest dell'agorà sorgeva una basilica rettangolare (815 metri x 12) che si suppone potesse servire per i banchetti.

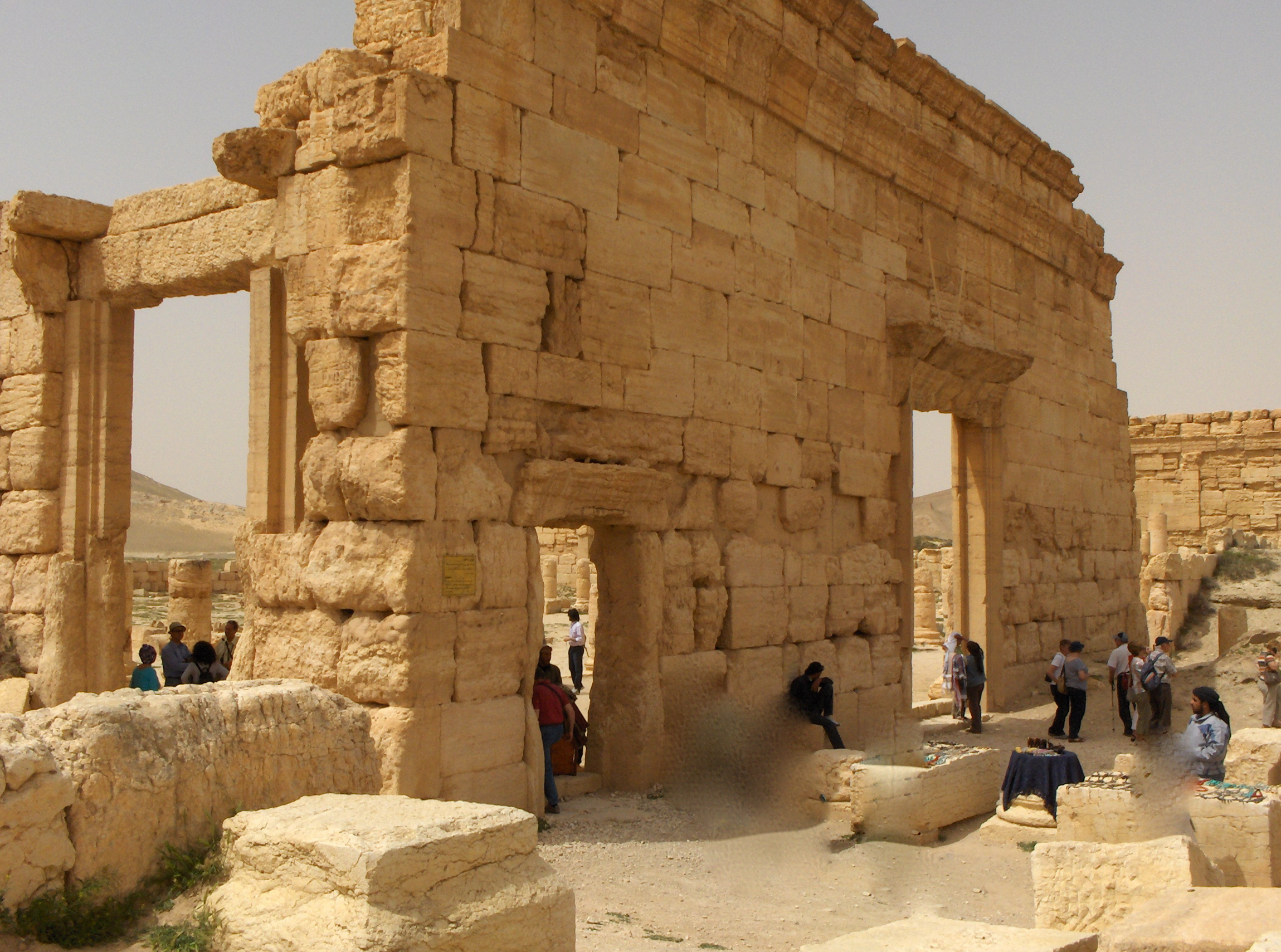
Ruderi della curia (senato) e locale per negozio e mercato accanto all'agorà.

Il Senato, piuttosto piccolo, aveva un vestibolo e una corte interna ed era contornato da alcune botteghe.

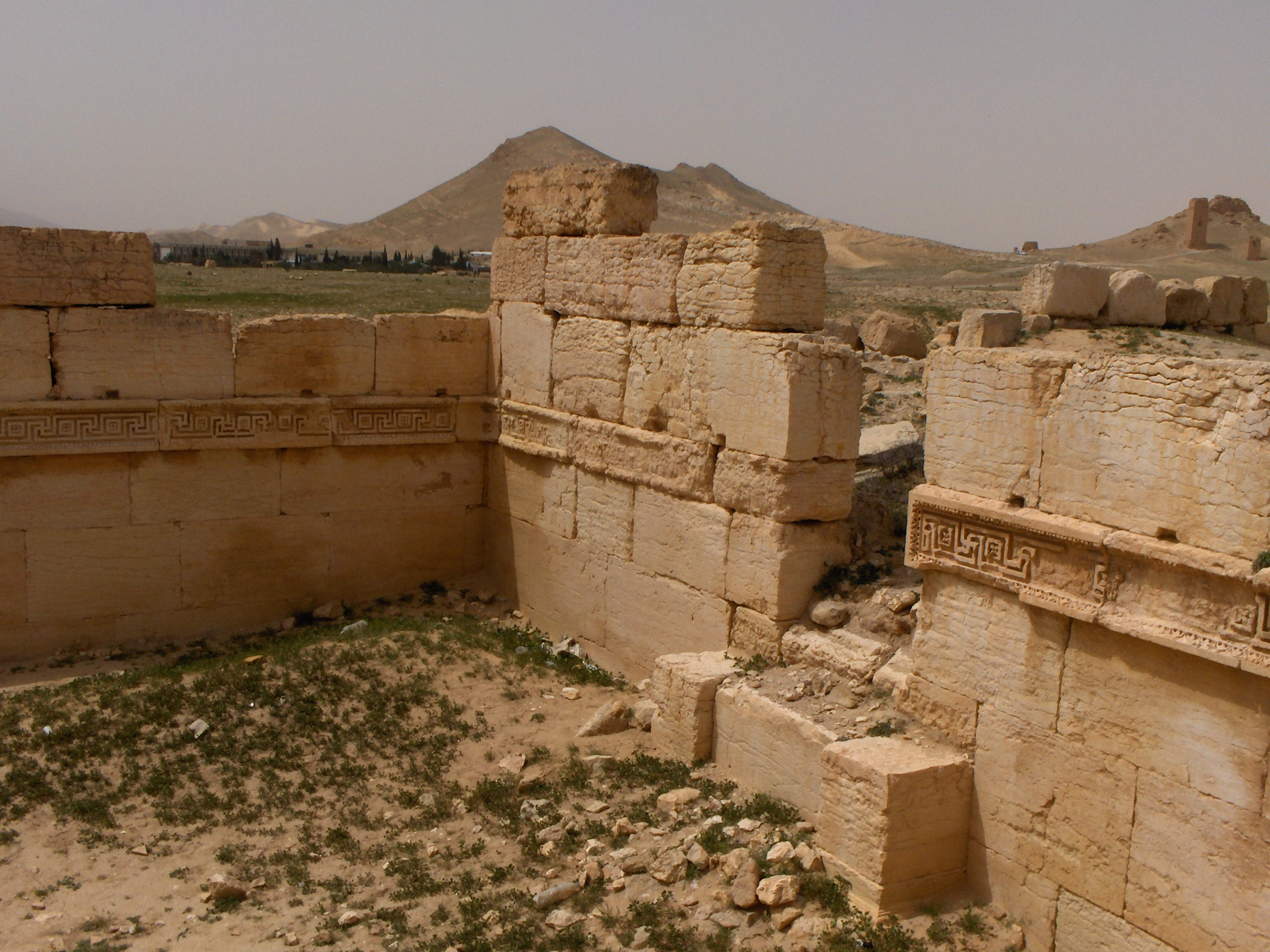
Resti delle mura della basilica accanto all'agorà.

#### Mura difensive

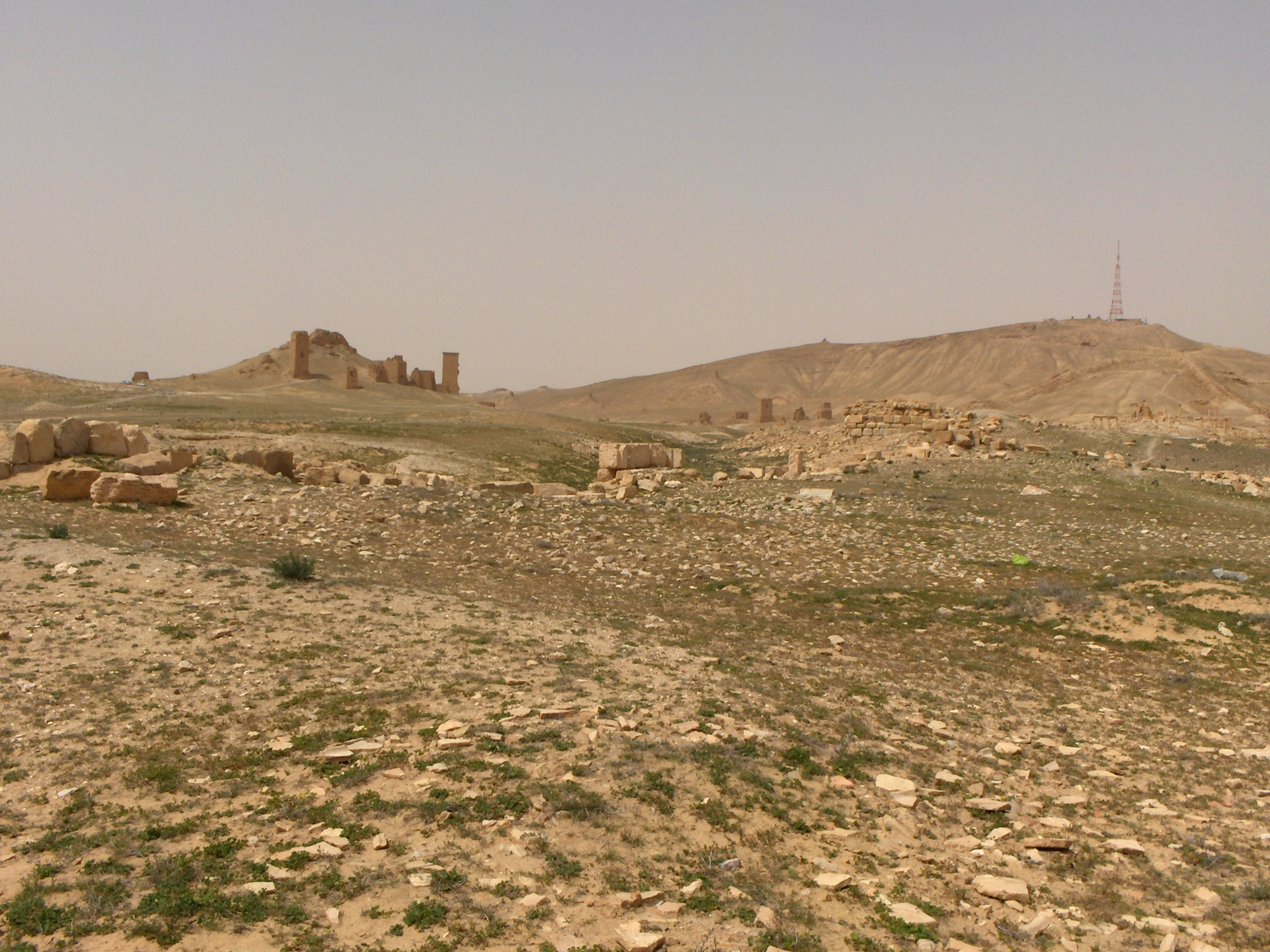
Resti della cinta muraria e sullo sfondo una necropoli.

Il circuito delle mura difensive racchiudeva tutto il sito monumentale.
Fu costruita nel III secolo e racchiudeva un'area di circa centoquaranta ettari.

### Necropoli

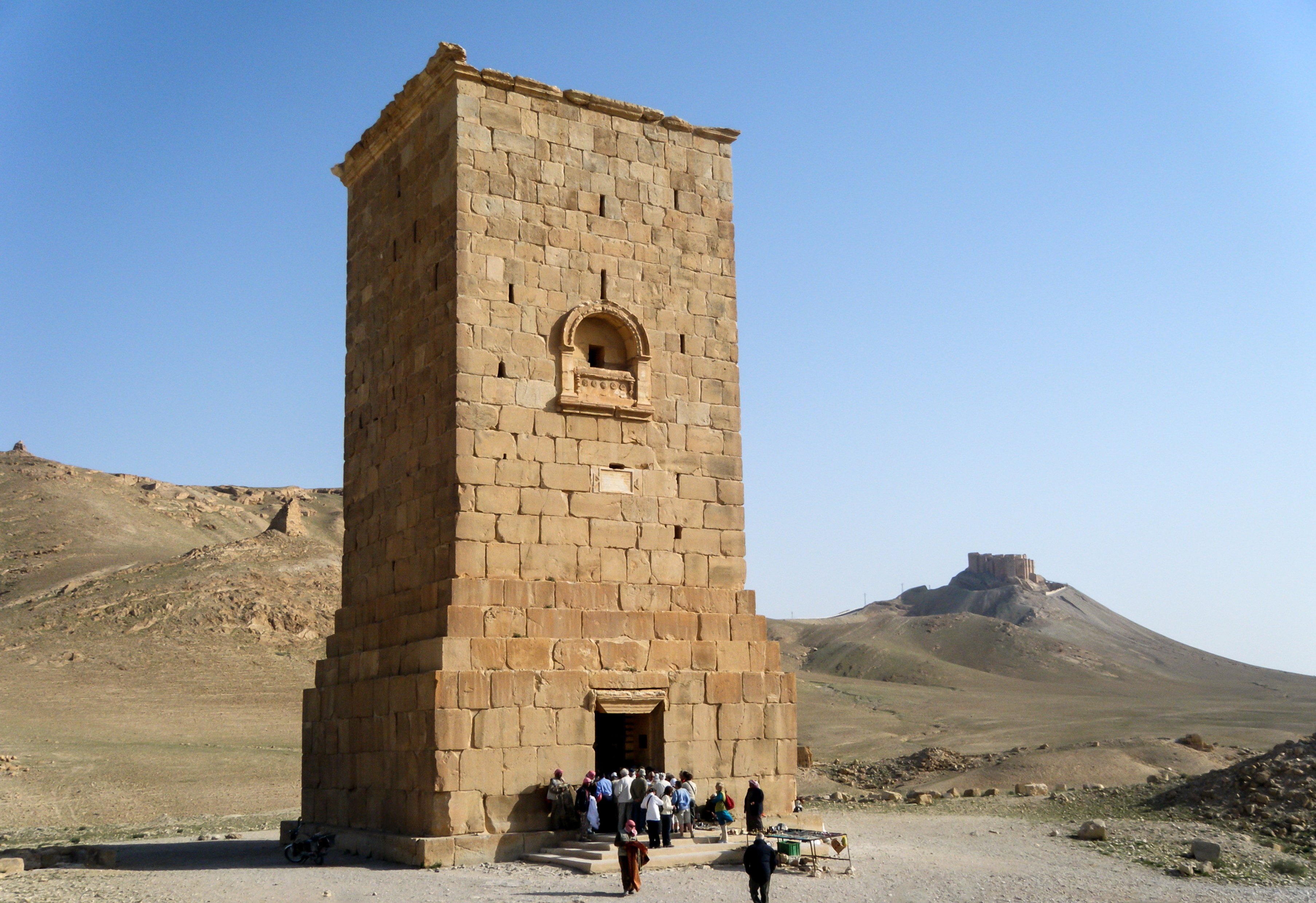
Torre e tomba di Elahbel (prima della distruzione).

La necropoli è composta da diverse tombe distinte e oltre cinquanta monumenti.
La più importante e particolare era la Torre di Elahbel, famosa per le decorazioni interne, comprendenti un soffitto a cassettoni e vari altorilievi raffiguranti i personaggi ivi sepolti.

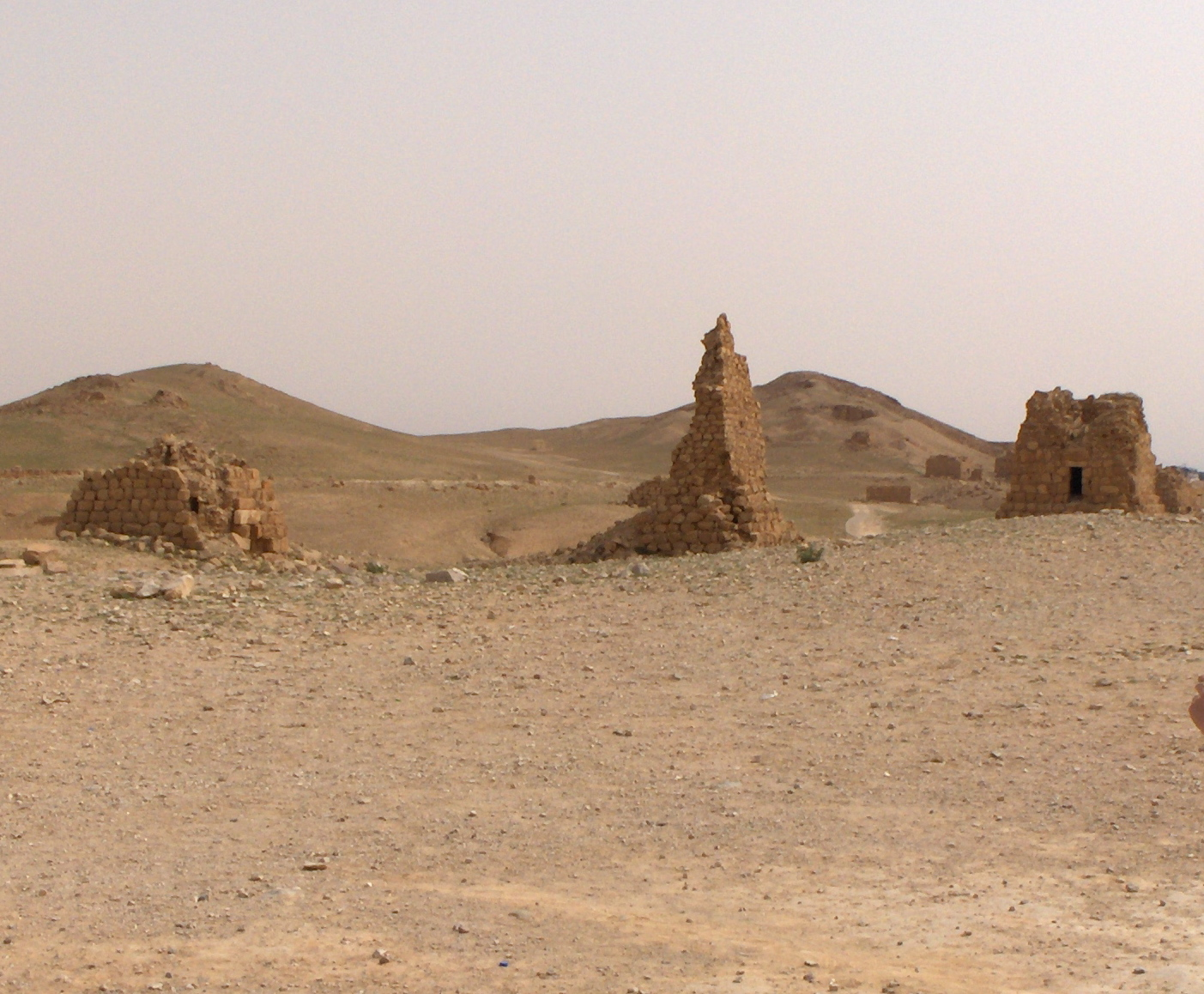
Rovine di altre tombe.

La Torre di Elahbel e altre tombe sono state fatte saltare in aria dai jihadisti dell'auto-proclamato Stato islamico nell'agosto del 2015.

### Oasi

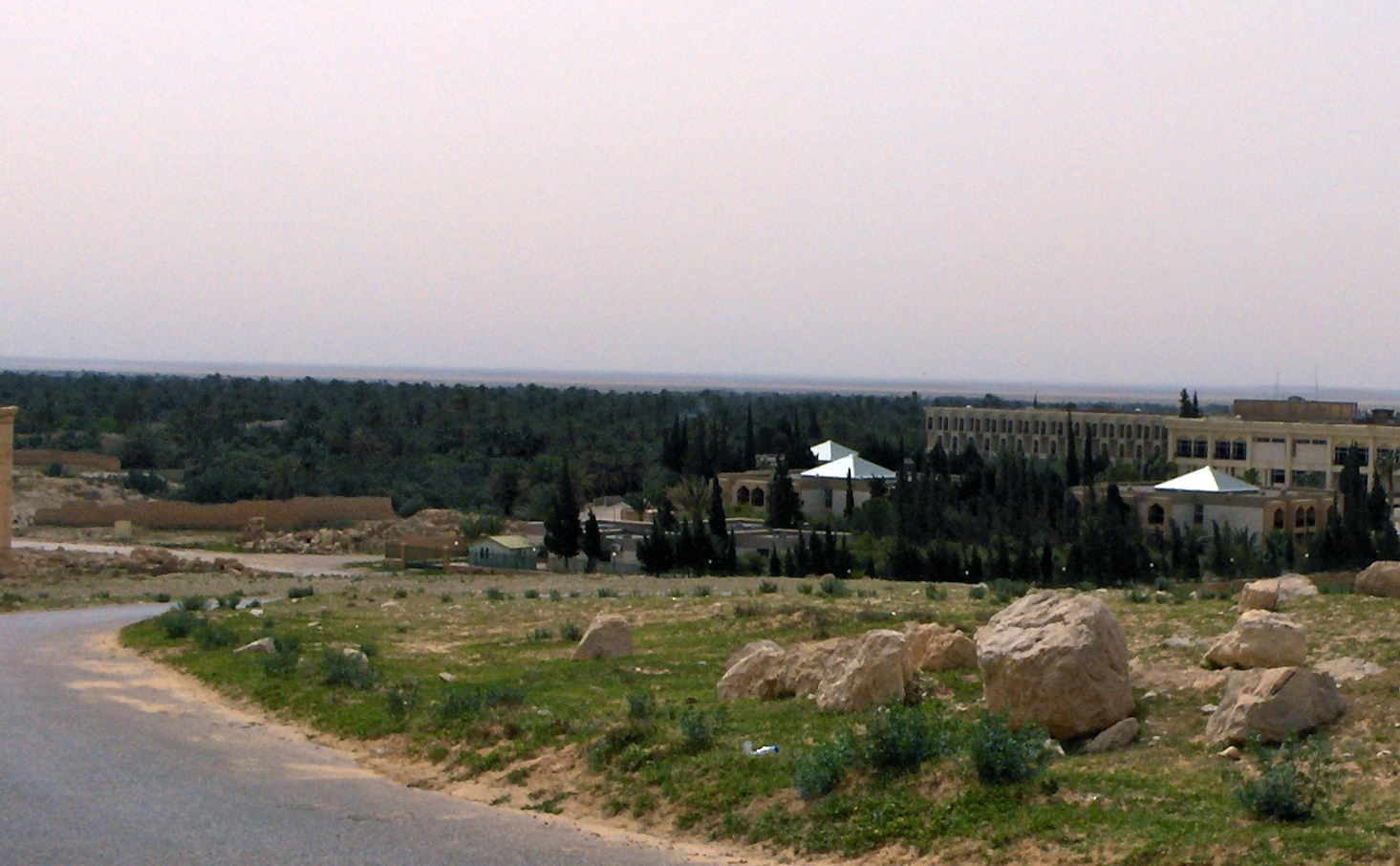
L'attuale oasi di Tadmor.

A sud del centro carovaniero si trovava la fonte Efqa, che per millenni ha alimentato l'oasi. Dal 1994 il corso dell'acqua è stato deviato più a est per il nuovo centro cittadino.

## Distruzioni nel sito
Non è stato risparmiato dalla guerra civile in Siria, e ha subito ingenti danni e distruzioni. Il 21 maggio 2015 l'ISIS (l'auto-proclamato Stato Islamico) ha dichiarato catturata la città e il suo sito archeologico.
Nell'agosto del 2015 è stata diffusa la notizia che i militanti jihadisti dell'ISIS hanno fatto saltare in aria il tempio di Baalshamin risalente al II secolo e anticamente adibito al culto del dio Mercurio.
Il 30 agosto 2015 viene diffusa la notizia della distruzione del tempio di Bel, uno dei più importanti edifici del sito archeologico siriano dedicato al dio Bel, l'equivalente del dio Zeus per i greci e Giove per i romani, risalente al I secolo. Il giorno seguente le Nazioni Unite per mezzo di foto satellitari ne confermano la totale distruzione. Il giornalista britannico Robert Fisk ha rivelato in un articolo pubblicato sul quotidiano The Independent che reperti delle rovine sono già in vendita sul mercato nero internazionale.
La battaglia per la riconquista di Palmira da parte dell'esercito siriano riprende nell'estate del 2015, diventa più intensa dal novembre con l'appoggio aereo russo e la presenza di unità terrestri straniere ed entra nella fase finale solo all'inizio di marzo del 2016, quando oltre 6 000 combattenti lanciano l'assalto alla città da tre diverse direttrici; l'area archeologica viene liberata il 24 marzo, il castello medievale il 25.
Il 27 marzo viene annunciata, da parte dell'esercito regolare siriano, la completa riconquista di Palmira. Il giorno dopo, il direttore delle antichità siriane Maamoun Abdulkarim ha affermato che nell'insieme il complesso è in buono stato e che un gruppo di esperti farà una stima dei danni. Molte delle più importanti vestigia (tra cui l'Agorà, il teatro romano e le mura delle città), infatti, sono quasi intatte. Oltre al tempio di Bel, però, sono stati trovati distrutti anche il tempio di Baal Shamin, le torri funerarie romane, e l'Arco di Trionfo.
A Roma, dal 7 ottobre all’11 dicembre 2016, sono stati esposti alcuni dei reperti monumentali distrutti a Palmira e ricostruiti in scala 1:1 in Italia, con la mostra "Rinascere dalle distruzioni". Ovvero, il Toro antropomorfo di Nimrud, il soffitto del tempio di Bel e una delle sale dell’archivio di Stato del Palazzo di Ebla. Inoltre sono conservati a Roma due ritratti marmorei che verranno restaurati e riconsegnati a guerra finita.
L'ex sindaco di Roma Francesco Rutelli ha dichiarato di volere ricostruire Palmira con le stampanti 3D. «[...] andremo a ricostruire quanto è stato distrutto, con l’aiuto delle autorità locali e internazionali. L’Italia è già pronta per fare tornare Palmira al suo antico splendore»